# 馬內塞古抄本

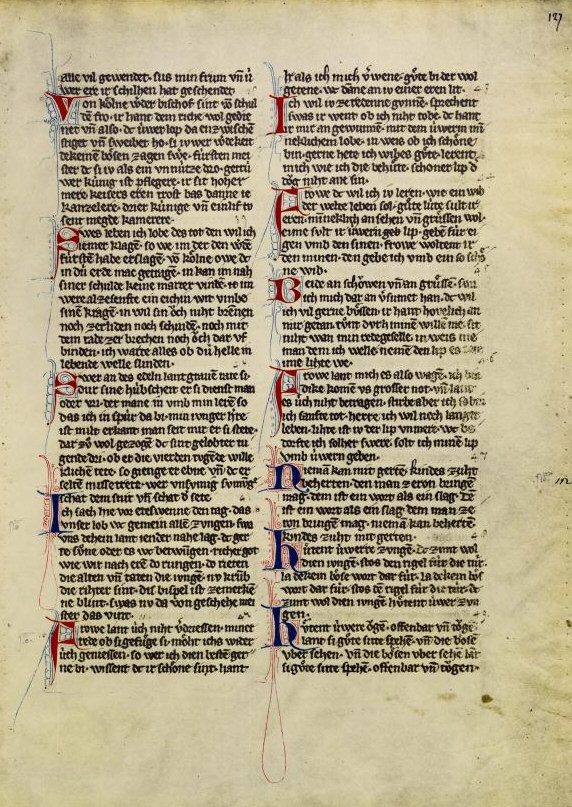
手稿127r（德國中世紀詩人福格爾魏德的瓦爾特的作品）

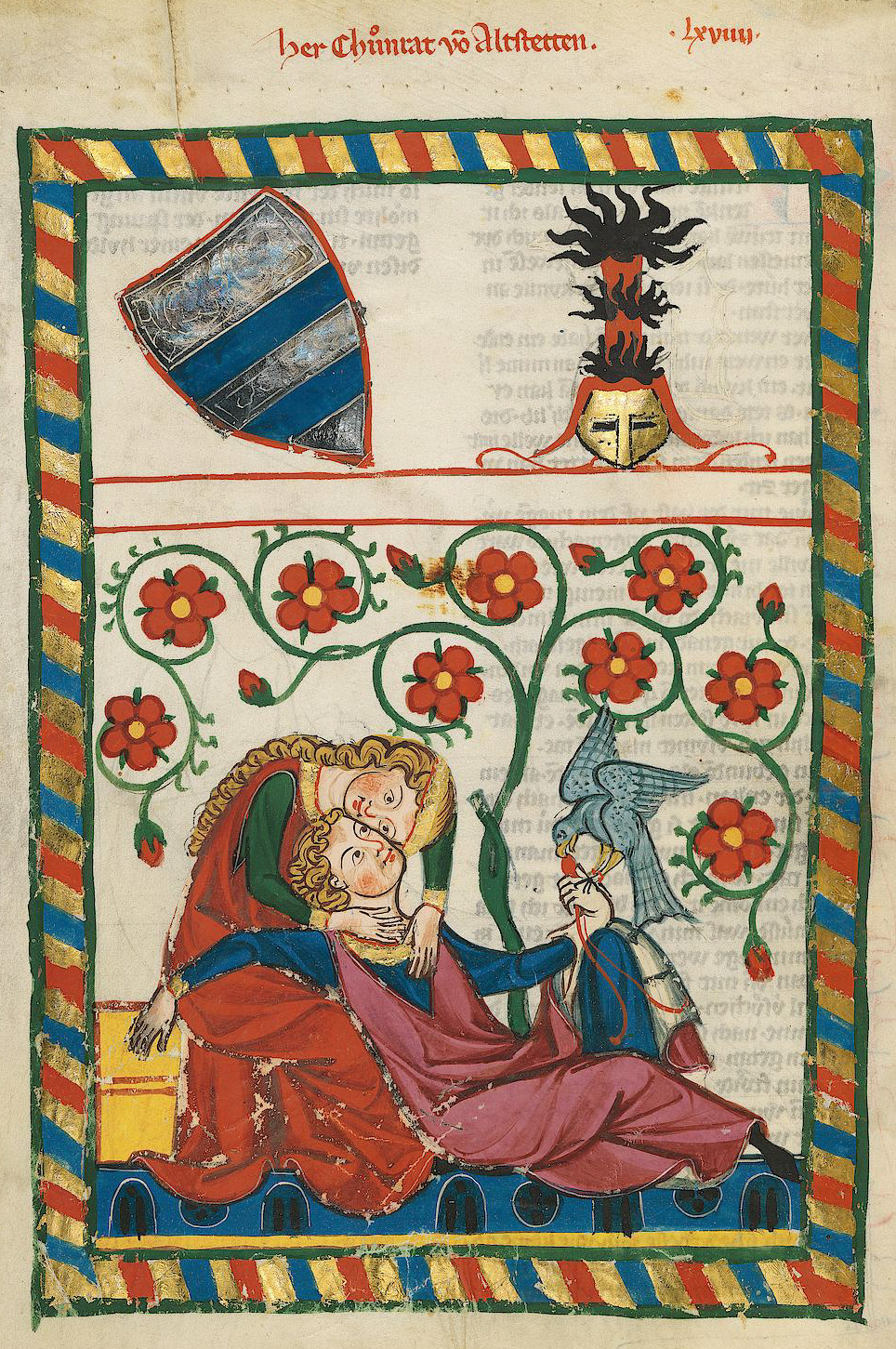
德國中世紀宮廷抒情詩人Altstetten的康拉德的畫像

《馬內塞古抄本》（又稱《馬內塞古詩歌手抄本》或《馬內塞古手抄本》；瑞士學者约翰·雅各布·博德默尔根據其收藏地也稱其為《大海德堡詩歌手抄本》或《巴黎手抄本》）是已知內容最全面也最為著名的中世紀德語詩歌手抄本。1888年起，再度收藏於海德堡大學圖書館。（德语手抄本编码848 （页面存档备份，存于））
這部手抄卷由426頁雙面都有寫字的規格為35.5×25厘米的羊皮紙書頁組成，其中總共有140頁的空頁和大量的非全頁書寫的書頁。在日爾曼語言文學中這部手抄本的收藏專用縮寫為C。
馬內塞古抄本的內容為用中古高地德語創作的詩歌。其基礎版本產生於1300年左右的蘇黎世，其中可能包括了蘇黎世貴族馬內塞家族的收集工作，大概於1340年其得到了大量的補充。這部手抄卷被譽為典型的中世紀民謠總匯和「後經典」（中世紀）宮廷抒情詩的主要甚至可以說是唯一源泉。其中總共有138張刻畫了被詩人們美化了的宮廷生活的花體首字母圖案畫，是研究上萊茵的哥特式泥金裝飾手抄本的寶貴資源。有一些沒有文字的小畫像僅僅勾出了輪廓。詩人布萊薩赫的瓦爾特的作品則完全沒有任何花體首字母圖案畫。這些花體首字母圖案畫是由四位不同的藝術家共同完成的：110張插畫是最開始的基礎版本的插畫家的作品，餘下的27張插畫中有20張由第一補全畫家完成，4張由第二補全畫家完成，最後3張是第三補全畫家的作品。

## 內容和結構
這部手抄本的最開始是由基本版本編寫者總結的一直到CXIII號（113號）的縱行目錄，其中也包含後來補充者為了補完目錄而另外裝訂上的很多頁。
這部用哥特式字體（多種手寫體）完成的手抄本使得包含了從早期詩歌文化（以早期騎士愛情詩詩人庫倫貝格爾為代表，約1150/60年）到手抄本完成時期（以宮廷抒情詩人Johannes Hadlaub為代表，約1300年）的中古高地德語的不同風格和流派的抒情詩（詩歌，古歌，頌歌）得以流傳。這些詩歌的樂譜並沒有得到記錄。手抄本中包括了一百四十部作品集，幾乎每一部都包括了整頁的作者的畫像，（其中很多都描繪了作者的紋章和頂飾），這些作品都使用其首字母發音排序，總共有超過6000句的詩詞。除了宮廷抒情詩外，還包括了具有說教意味和宗教抒情詩。在詩歌文集的分類中，該手抄本屬於葡萄農手抄本類型，並且完全遵循作者的等級進行了嚴格的分類：等級金字塔的頂點是霍亨斯陶芬王朝統治者皇帝（Kaiser）亨利六世和國王（König）康拉德四世，其次是被封爵的詩人，（如福格爾魏德的瓦爾特，被稱為爵士（德國，Herren））最後為大師（Meister）。
《馬內塞古抄本》是一項全面而並沒有真正完成的收集工作的重大成果：不論是文字部分還是138張圖畫都沒有真正完全整理成冊，很多都是由後人重新整理；一些作者仍待考察，還有大約六分之一頁數還需要補充。現在認為其基礎版本由大約110名作者（14世紀初）編寫，其後又在該世紀中期由大約30名作者進行補充。編寫馬內塞古抄本的意圖顯而易見，即是盡量完整的收集同一時代的詩歌作品，讓它們以作者為引索並和其他相關作品想聯繫。當然因為一些頁面的破損使一些作品永遠的遺失了。這些詩歌章節的開始是分別使用藍色和紅色的首字母根據其調子和重音的分隔進行了裝飾，有一些還添加了花邊。

## 馬內塞古抄本書頁一覽

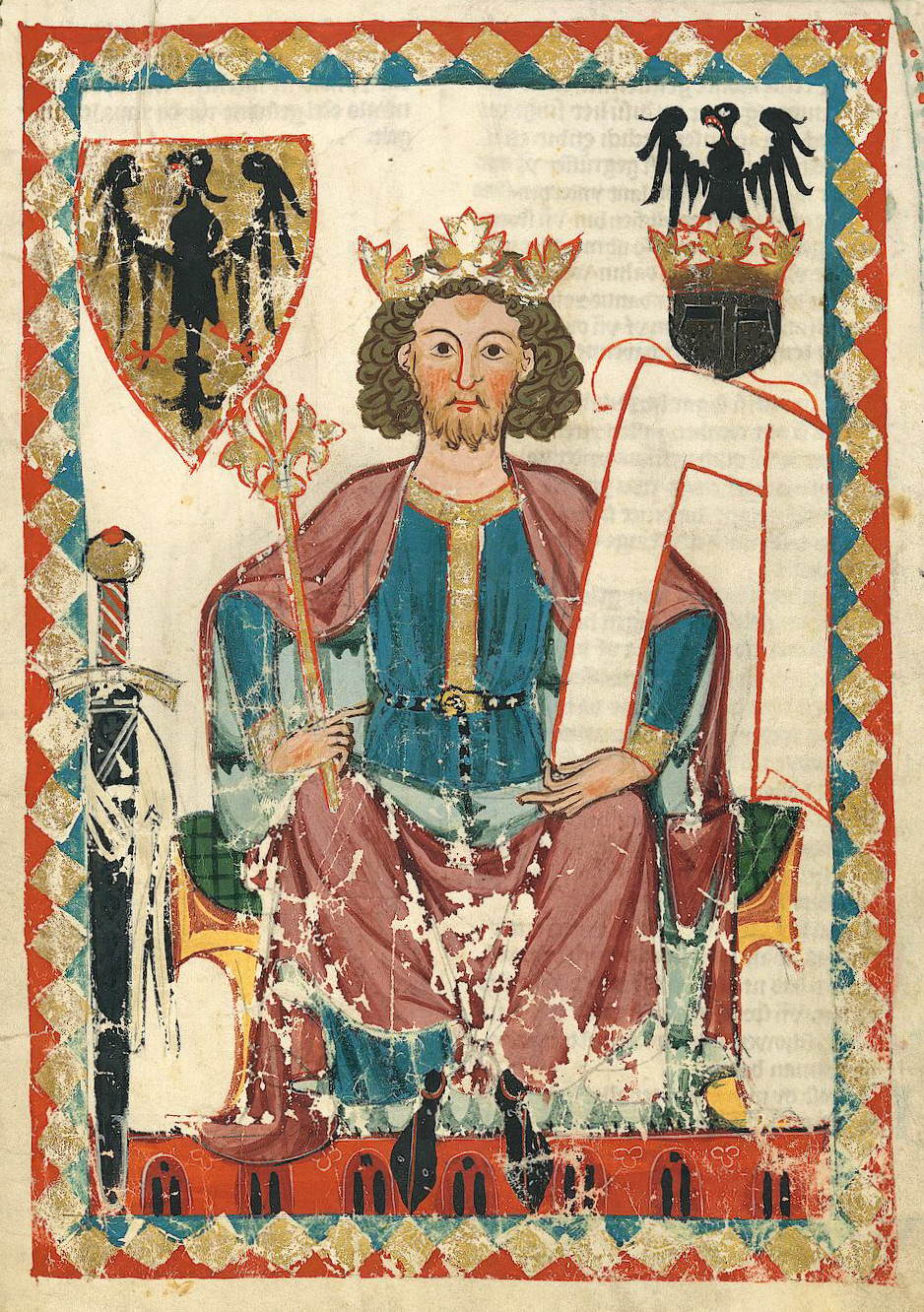
Folio 6r，亨利六世（1165-1197）的肖像
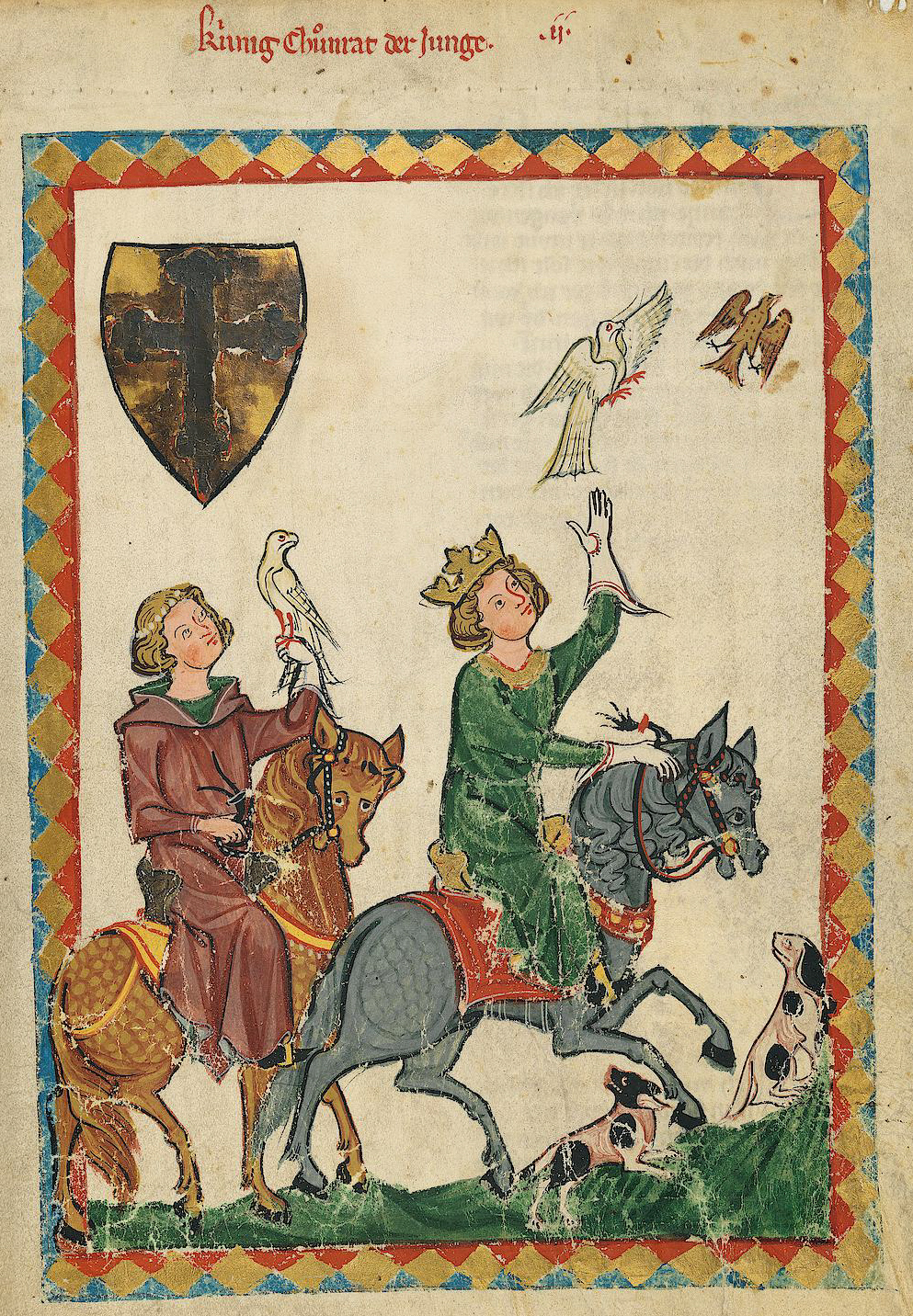
Folio 7r，兩位帶鷹打獵的騎士，該頁的題目為“Kunig Cunrat der Junge”，因此其中戴冠的騎士被認為是康拉丁（1252-1268），其紋章也和耶路撒冷王國的紋章非常相似。
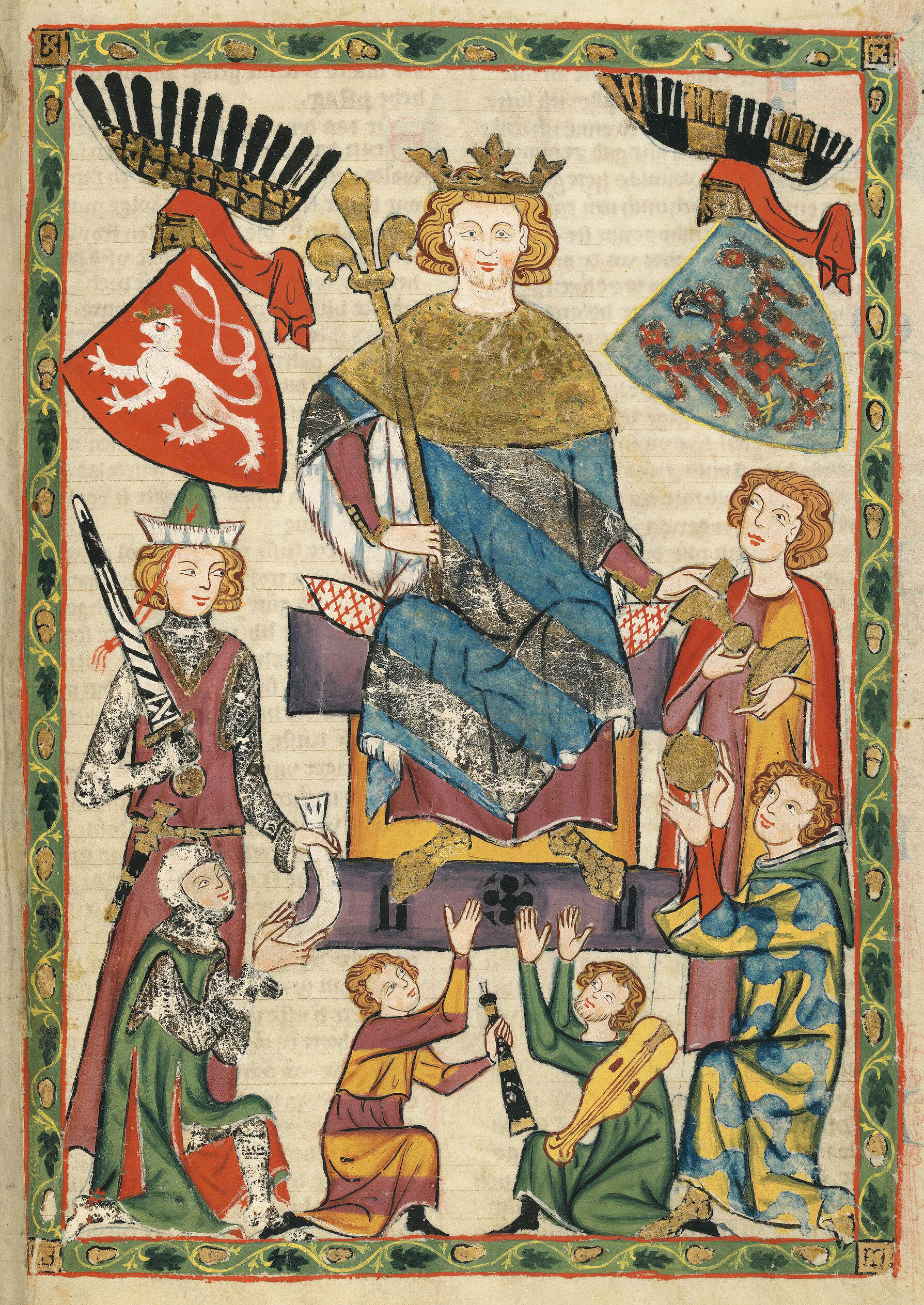
Folio 10r，作為宮廷抒情詩人的瓦茨拉夫二世（1271-1305）
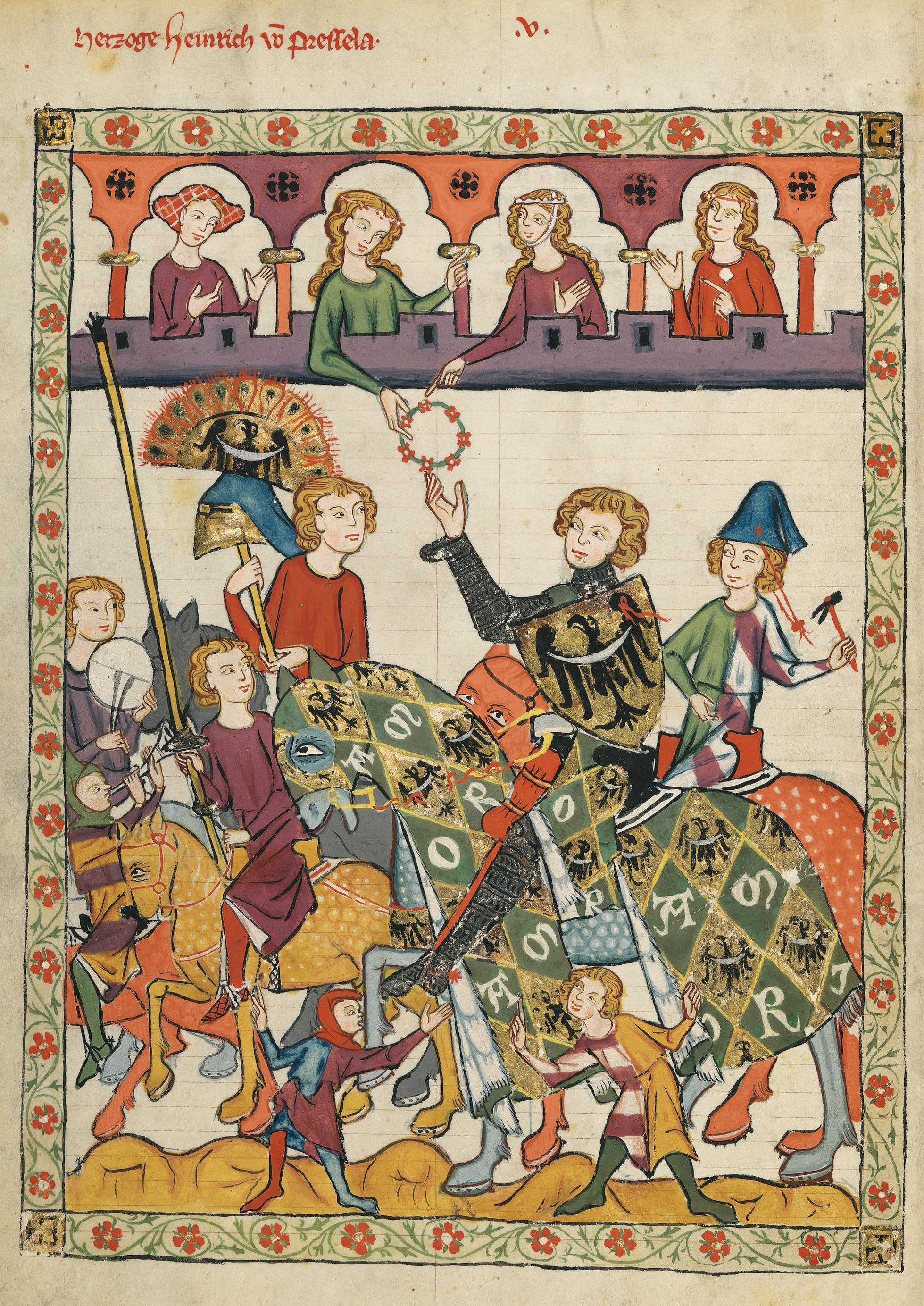
Folio 11v，西里西亞的海因里希四世（1256-1290）
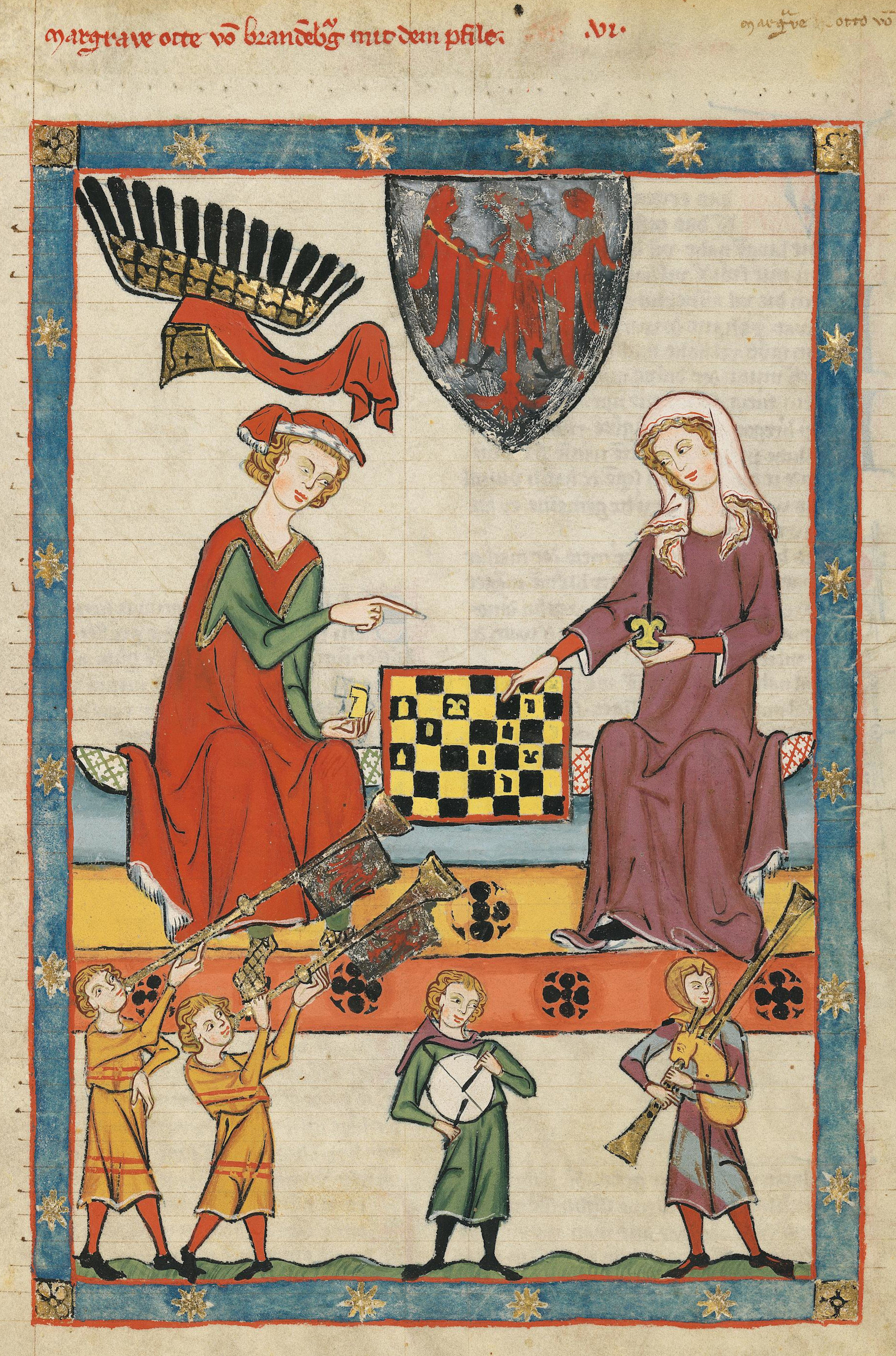
Folio 13r，布蘭登堡的奧托四世（1238-1308/09）
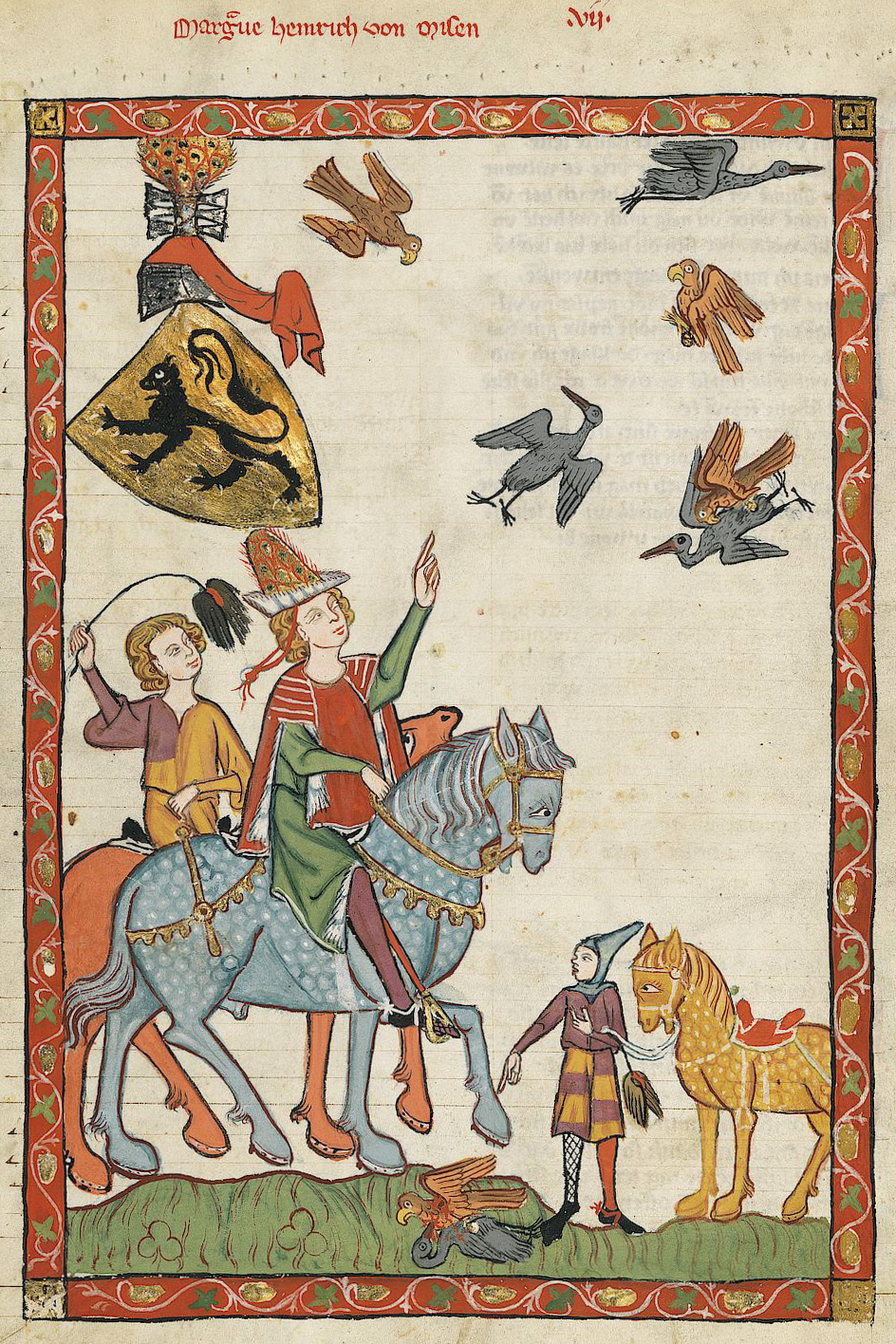
Folio 14v，邁森的海因里希三世（1215-1288）
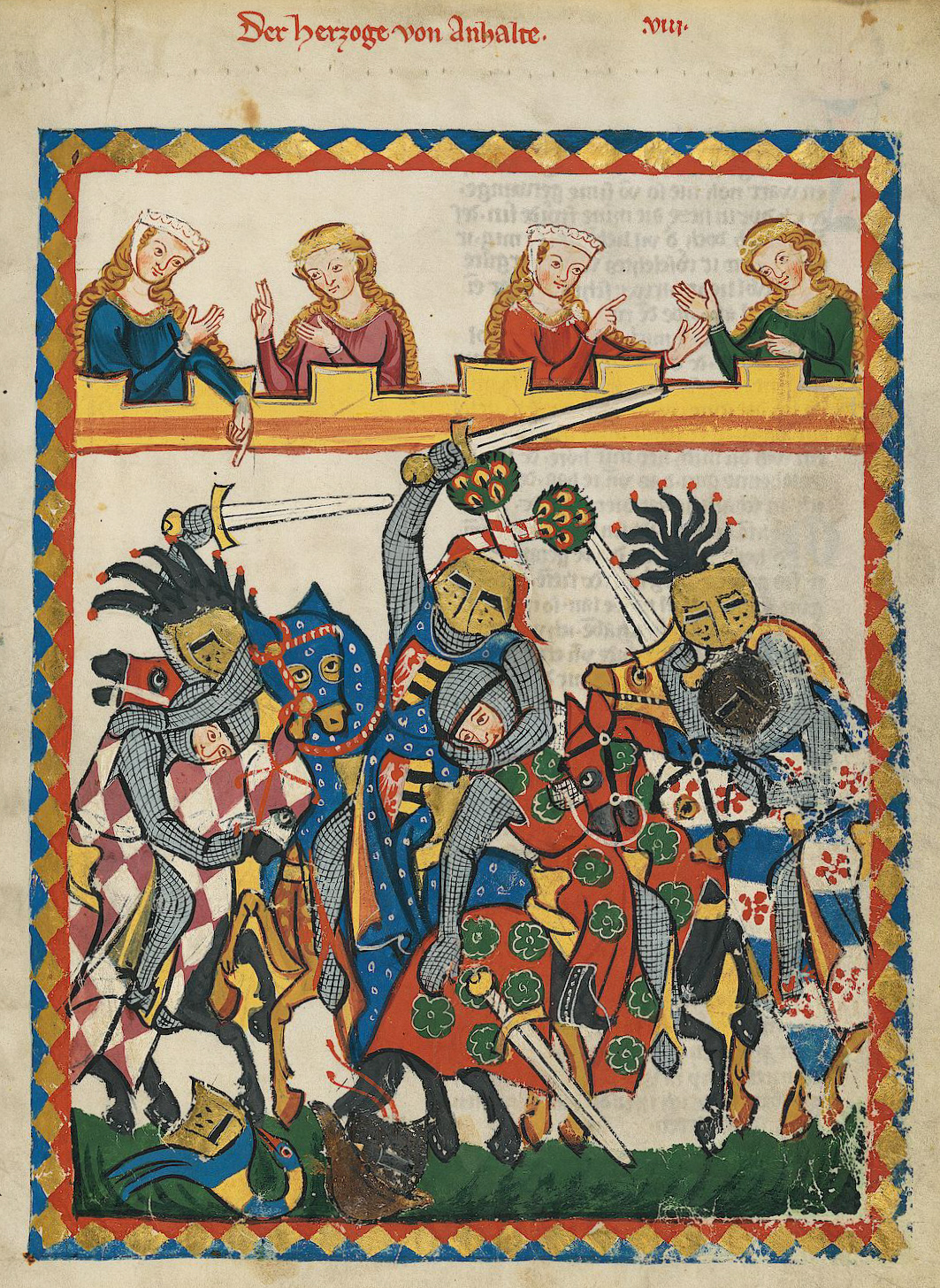
Folio 17r，騎士比武中的安哈爾特海因里希一世（1170-1252）
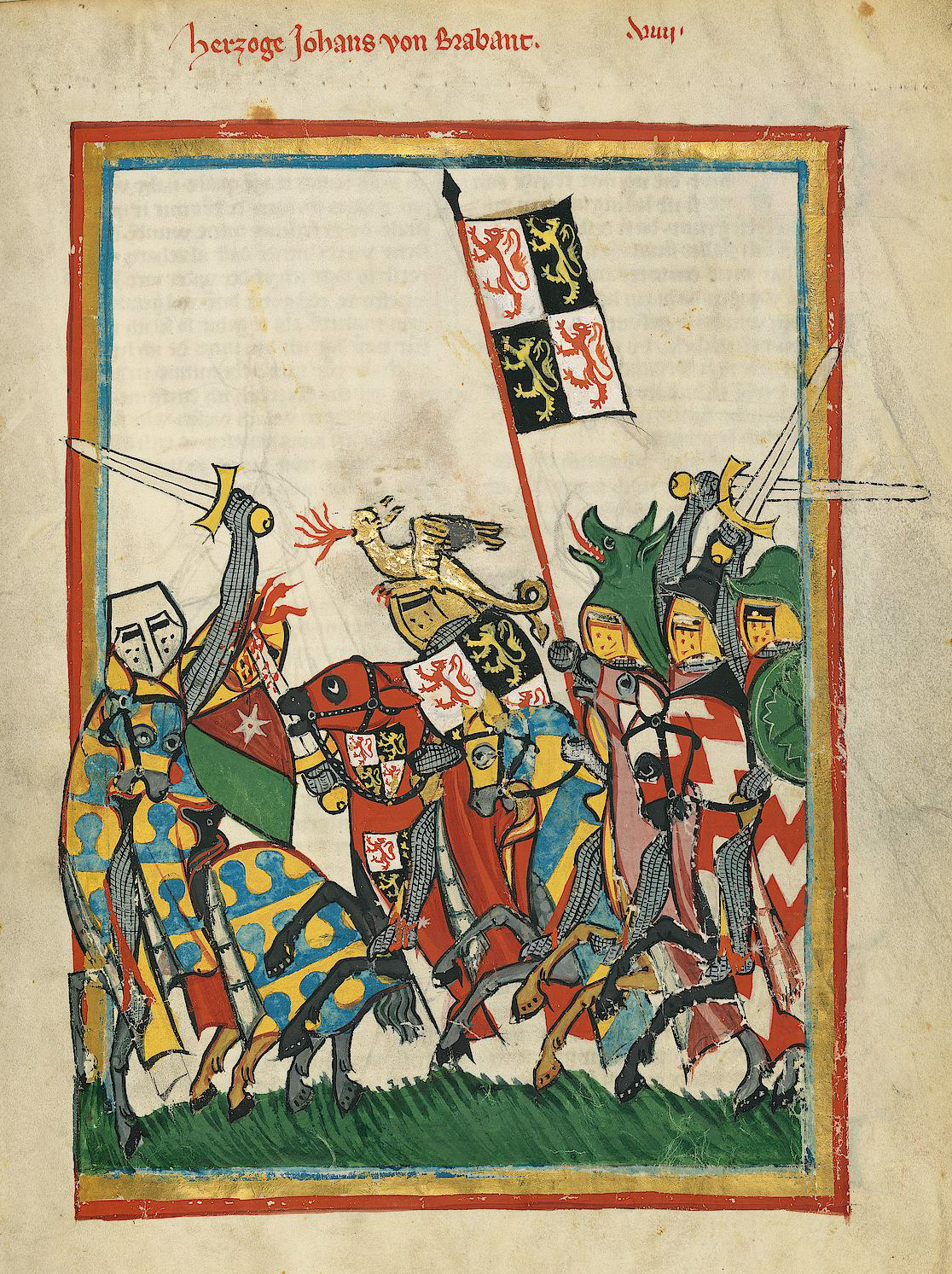
Folio 18r，布拉邦的約翰一世（1252/53-1294）在沃靈根大戰
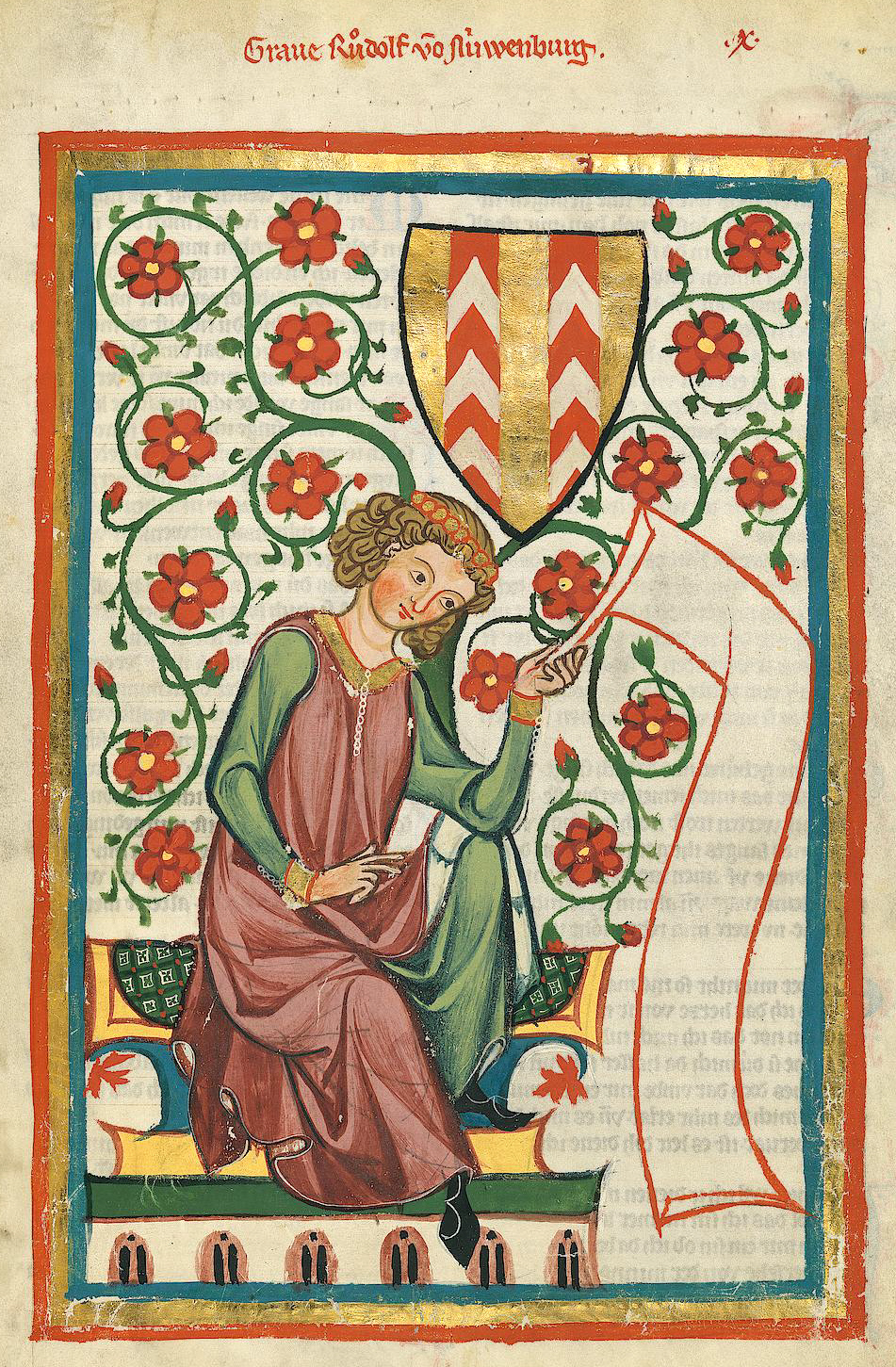
Folio 20r，納沙泰爾伯爵魯道夫二世（？-1196）
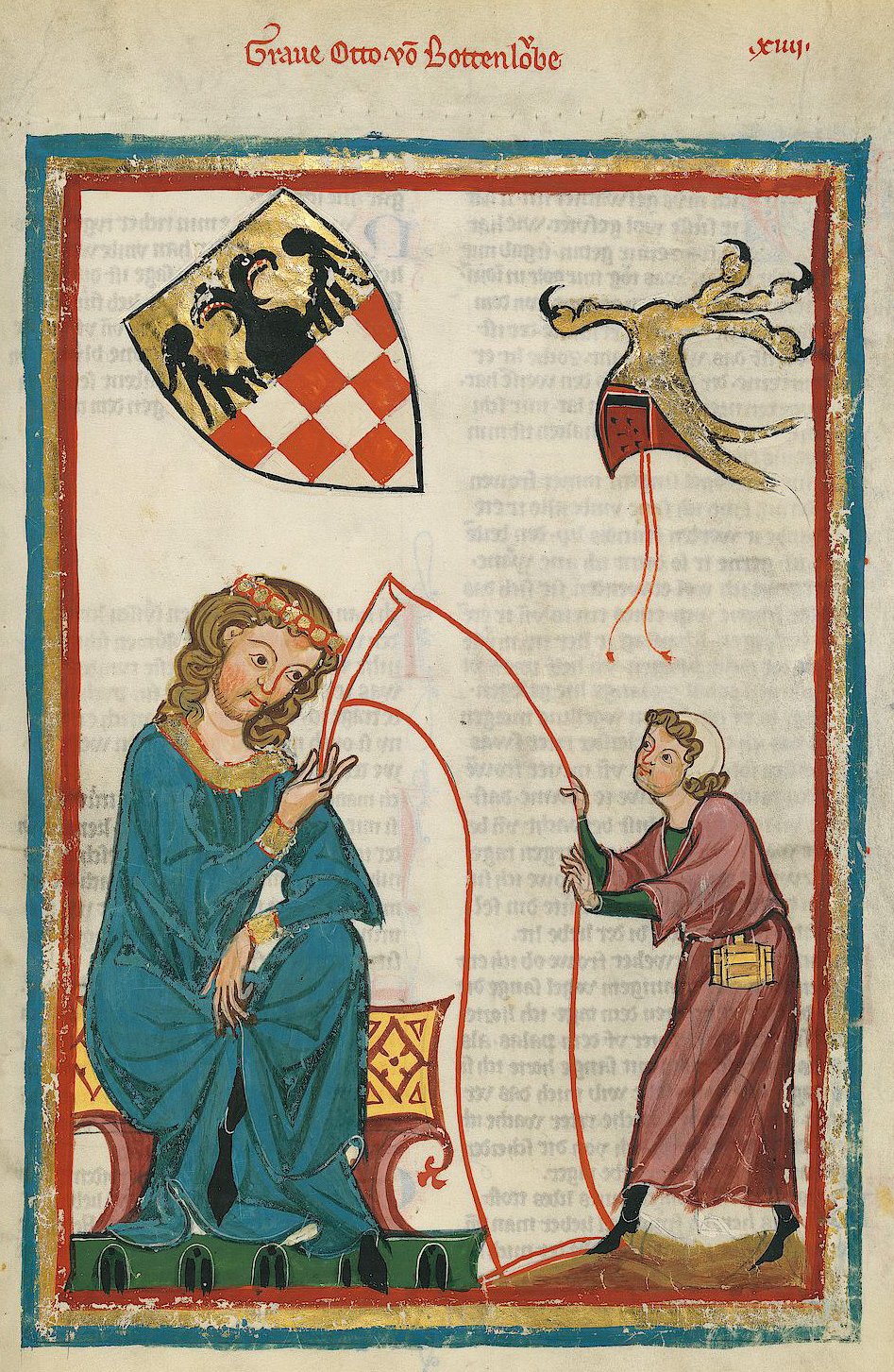
Folio 27r，奧托·馮·博登勞伯伯爵委託一位信差（1177-1245）
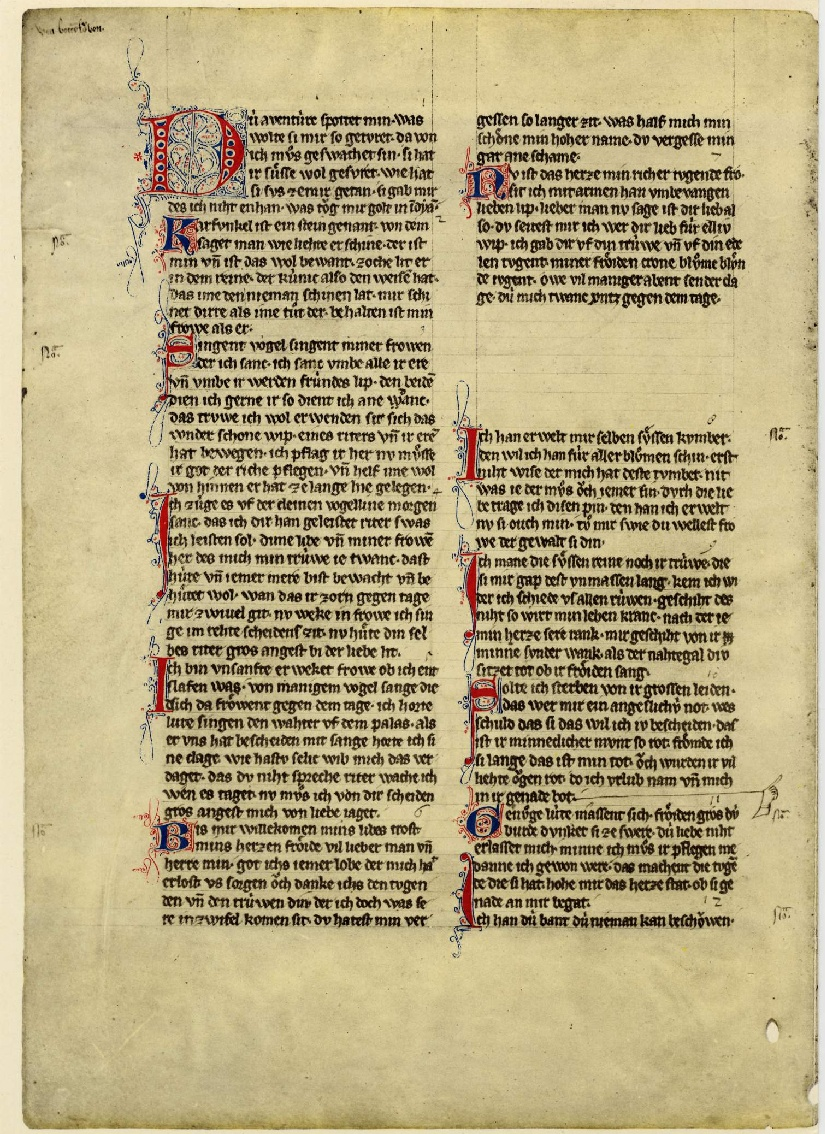
Folio 27v，奧托·馮·博登勞伯伯爵的作品之一
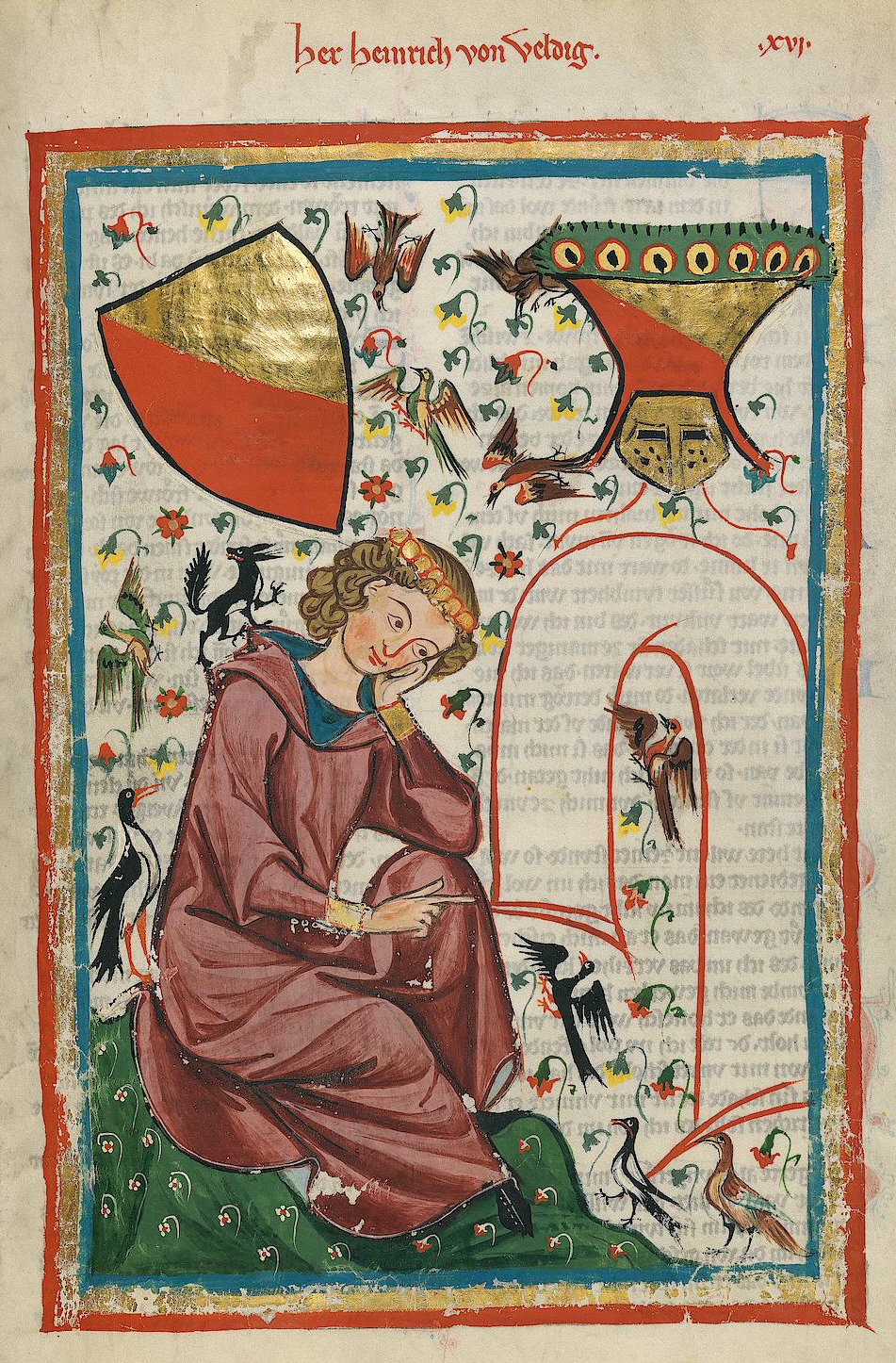
Folio 29r，海因里希·馮·費爾德克爵士（1150-1190/1200）
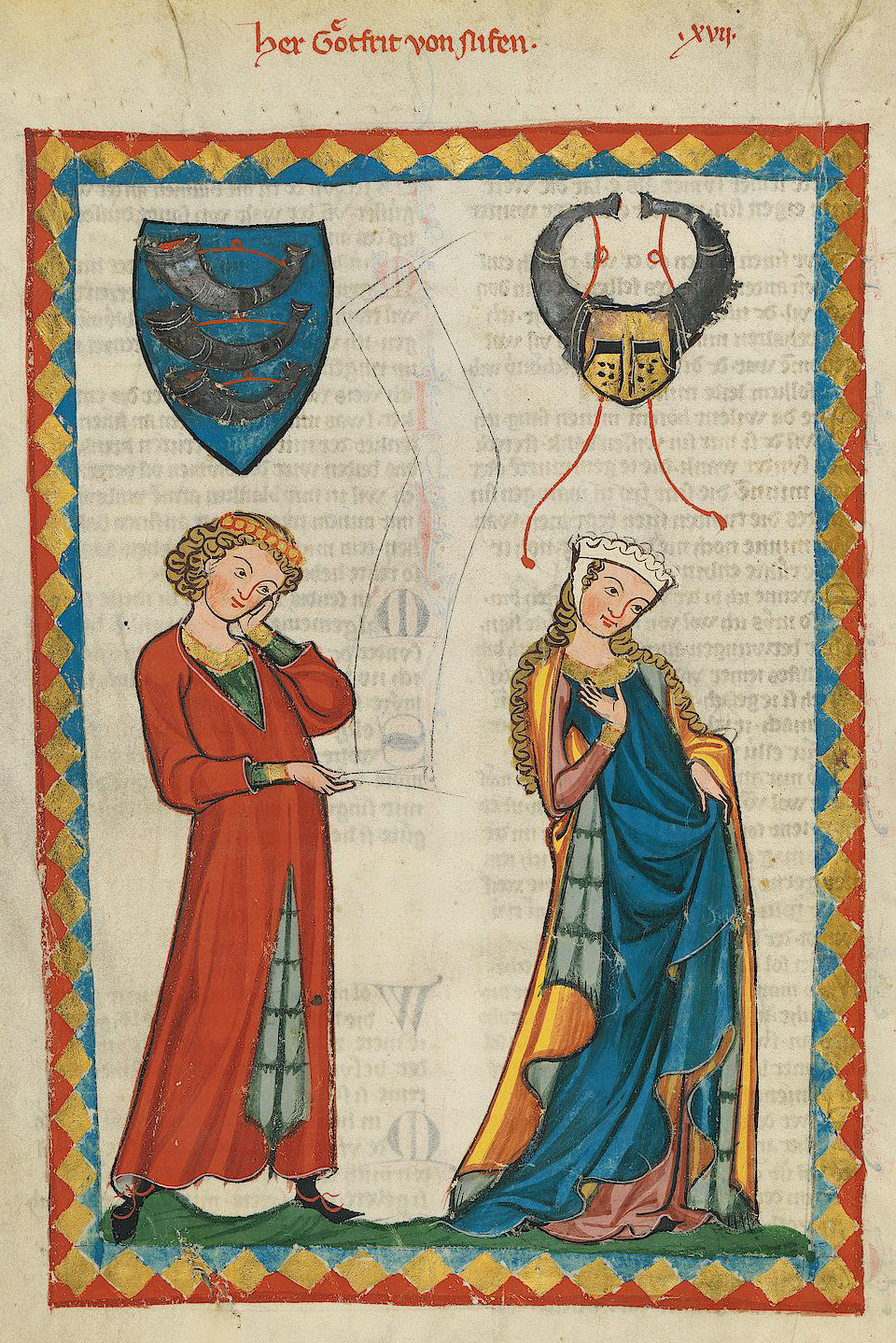
Folio 32r，戈特弗里德·馮·內芬爵士（活躍期：1230-1255）
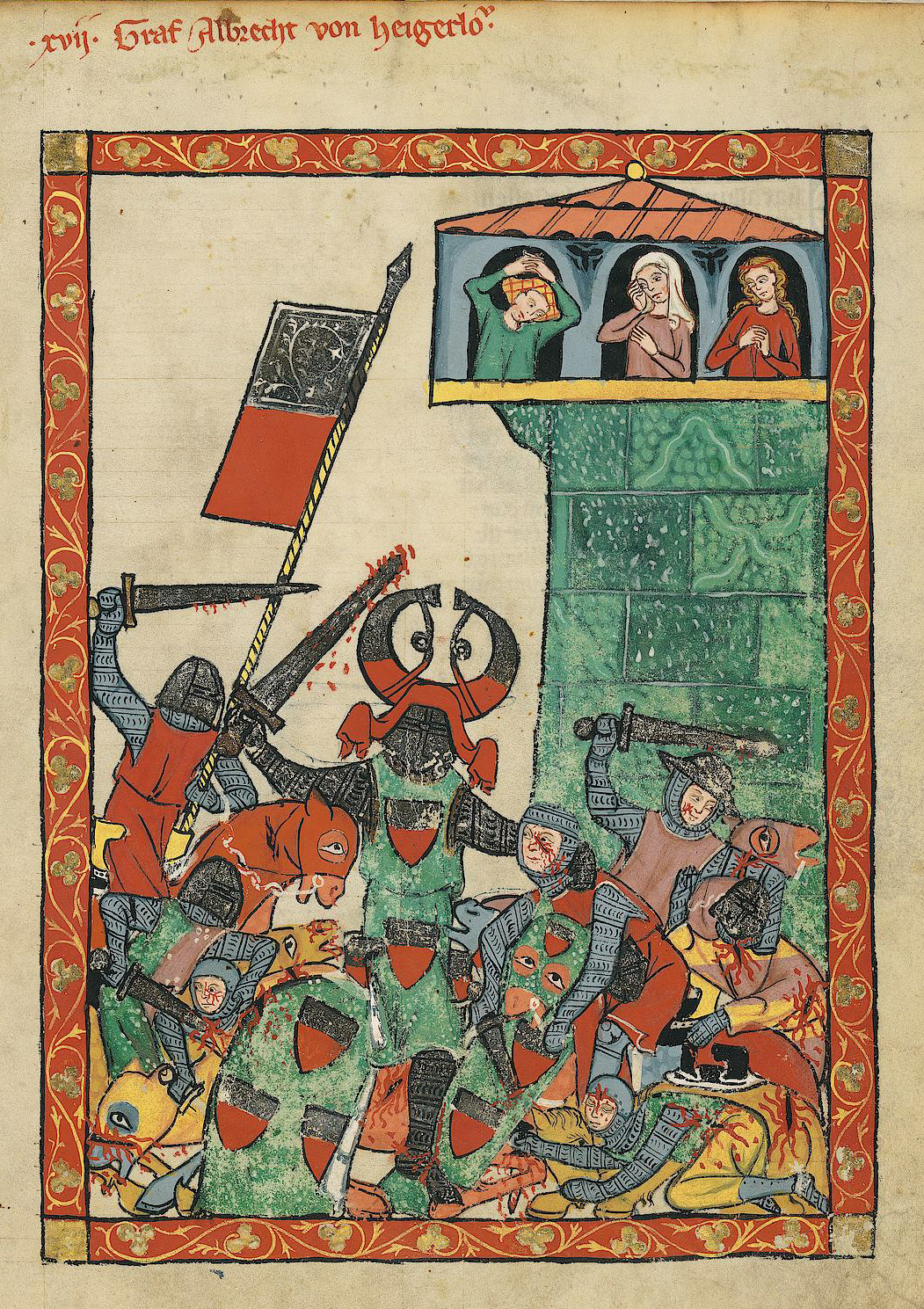
Folio 42r，戰鬥中的霍恩貝格-羅滕堡伯爵阿爾布雷特二世（1235-1298）
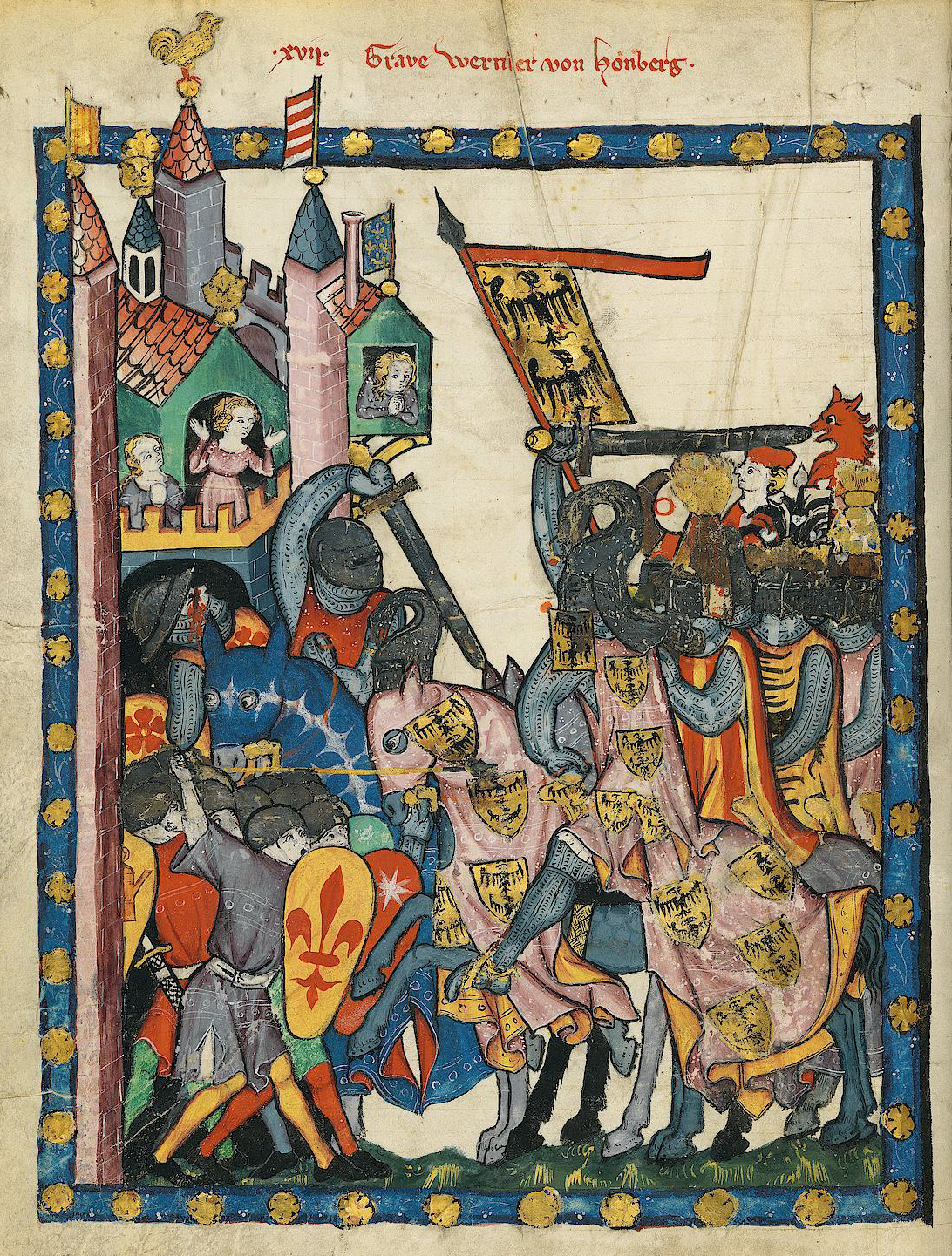
Folio 43v，騎士比武中沃納·馮·洪堡伯爵（1284-1320）
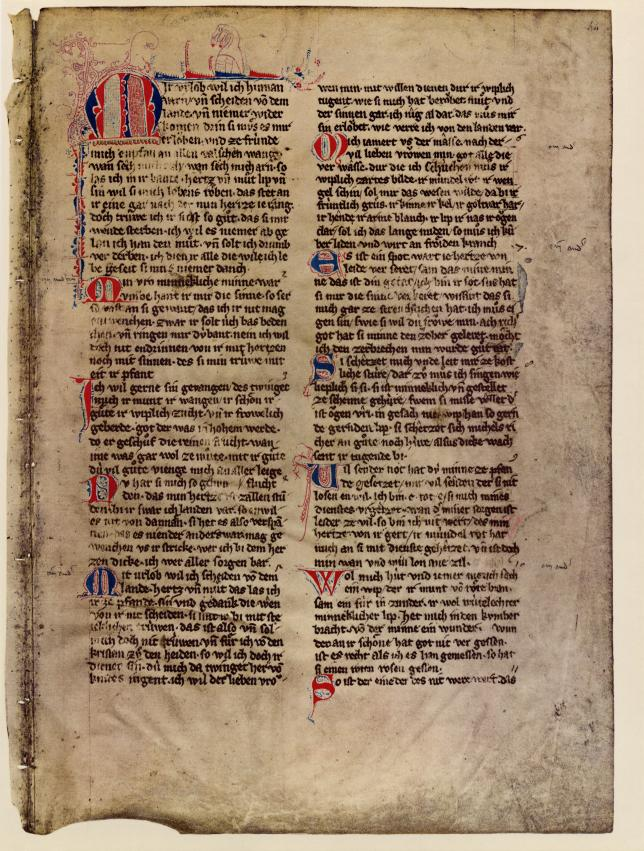
Folio 44r，沃納·馮·洪堡伯爵作品之一
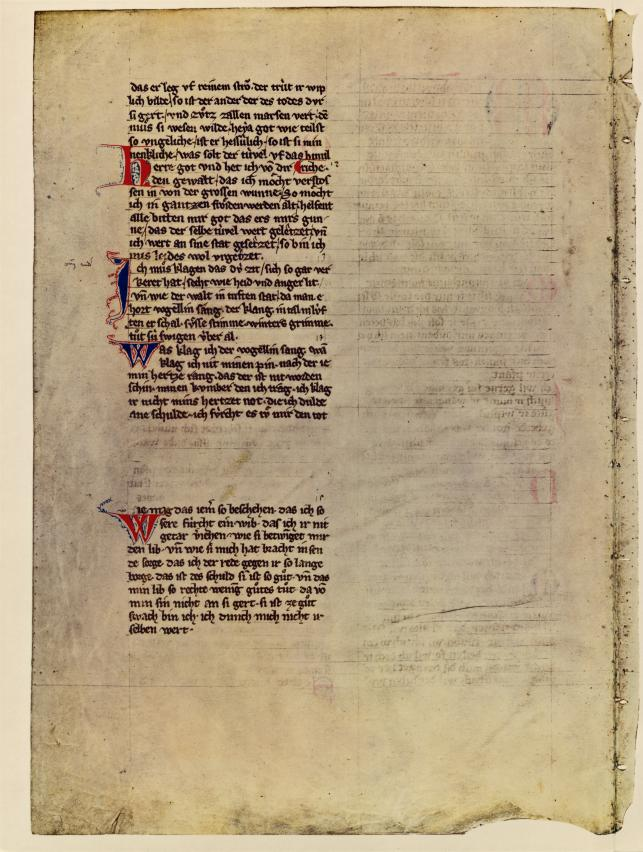
Folio 44v，沃納·馮·洪堡伯爵作品之二
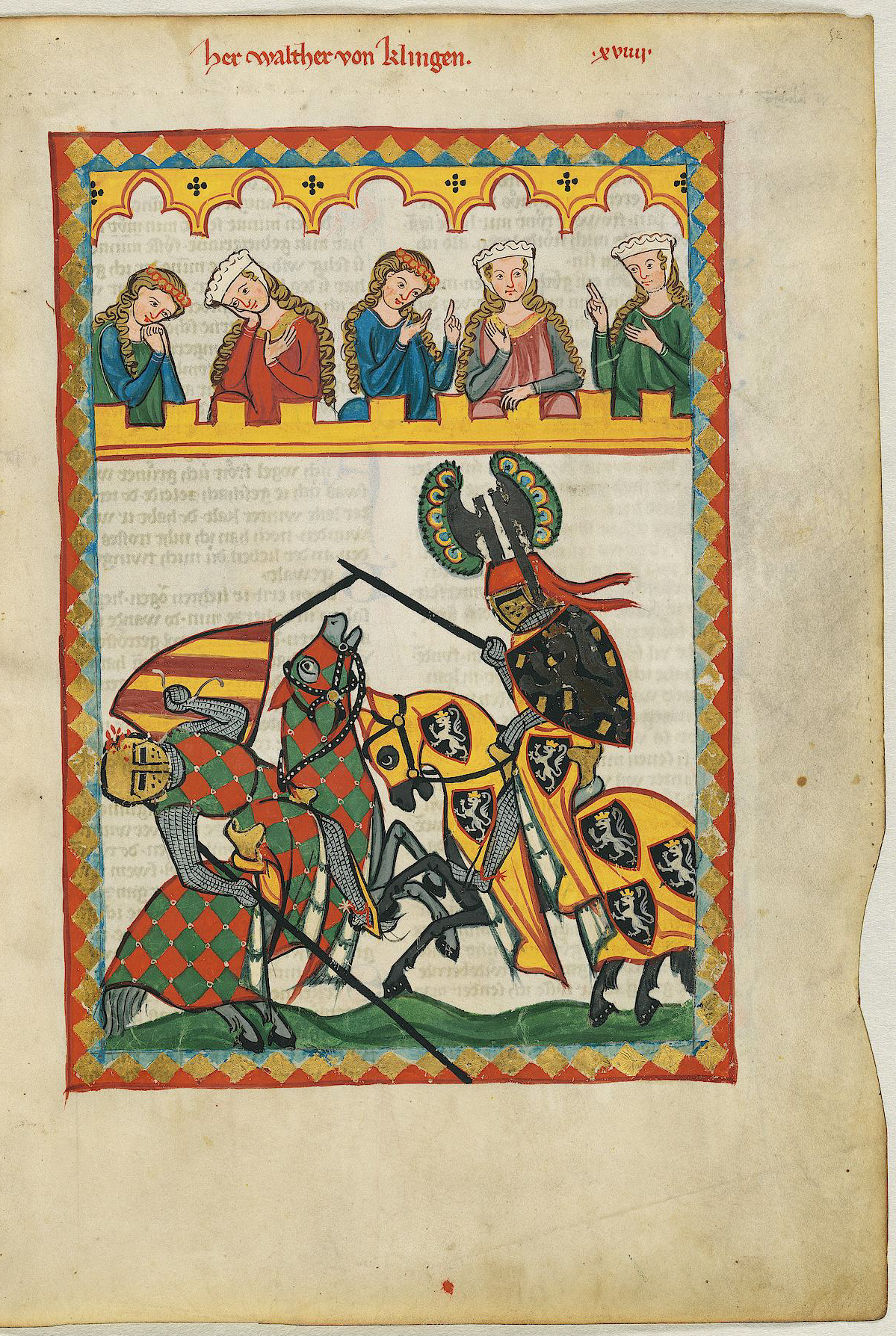
Folio 52r，瓦爾特·馮·克林根爵士（1240-1284）
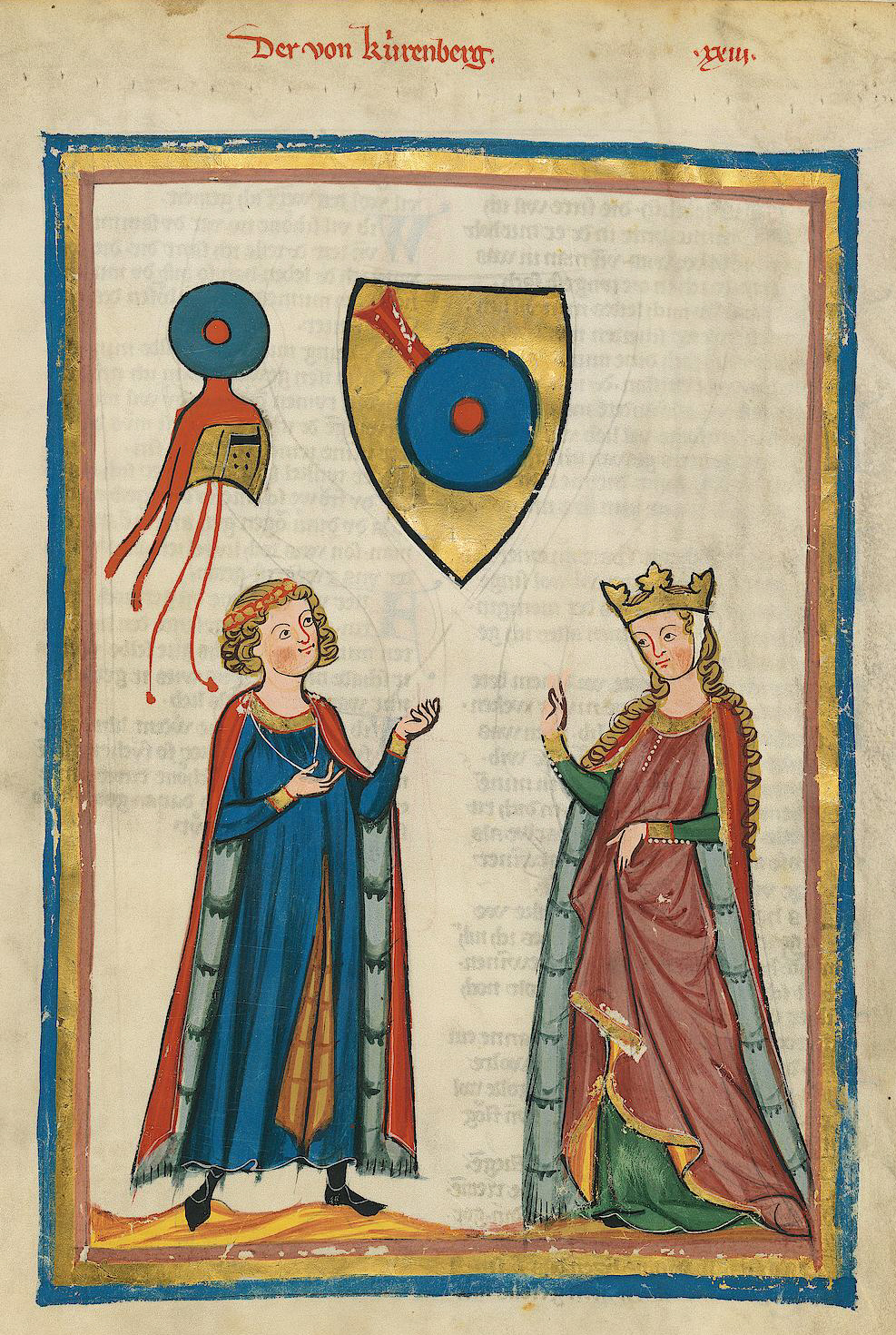
Folio 63r，庫倫貝格爾爵士（12世紀中期），其紋章是一個帶紅柄的手磨，庫倫貝格爾即是穆爾伯格（德國地名Mühlberg，直譯為磨坊山）
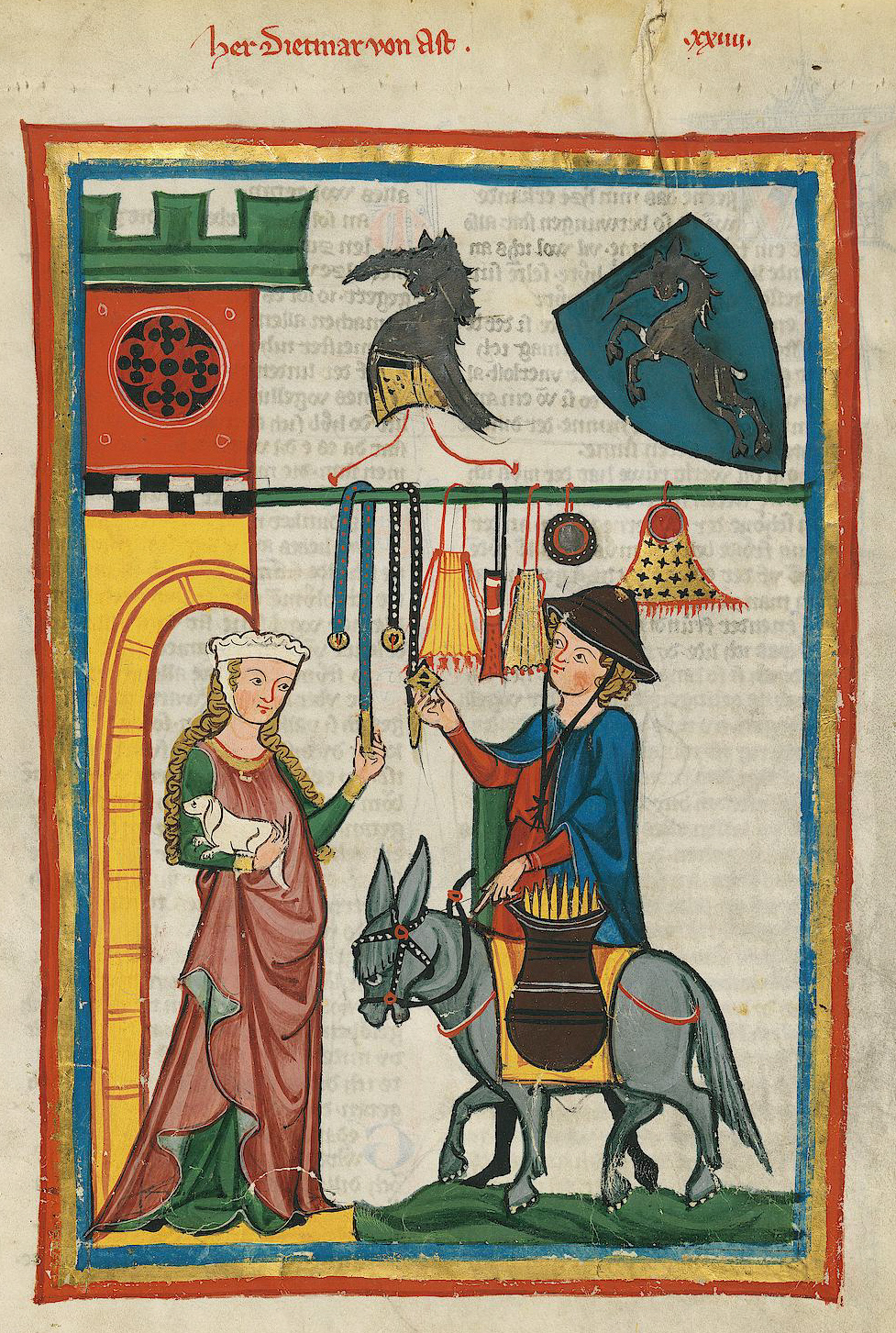
Folio 64r，艾斯特的迪特瑪爵士，這張畫像表明迪特瑪是位流浪詩人
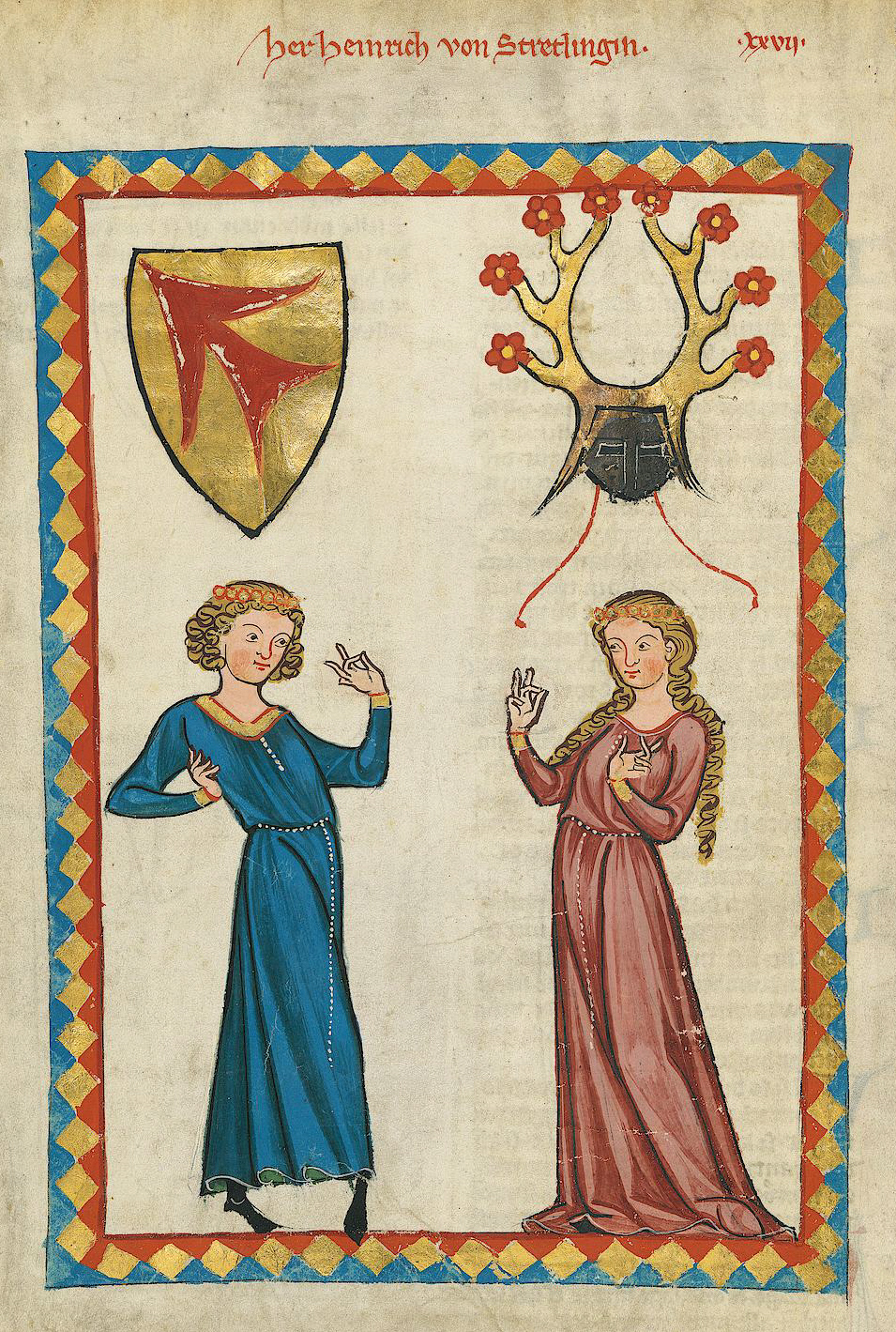
Folio 70v，Strättligen男爵海因里希·馮·斯特熱特林根（二世或三世，1258-1294）
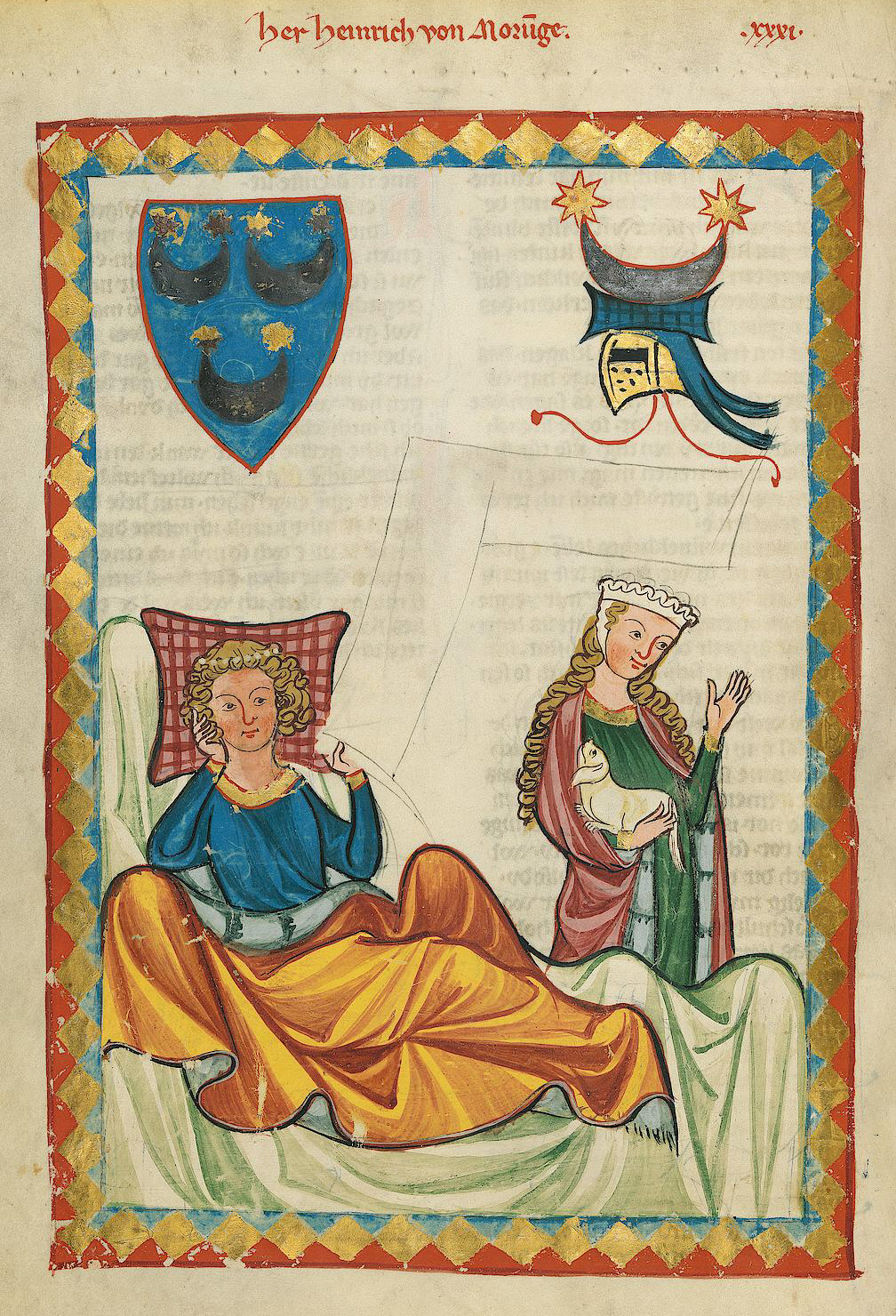
Folio 76v，海因里希·馮·莫茹根爵士（？-1220）
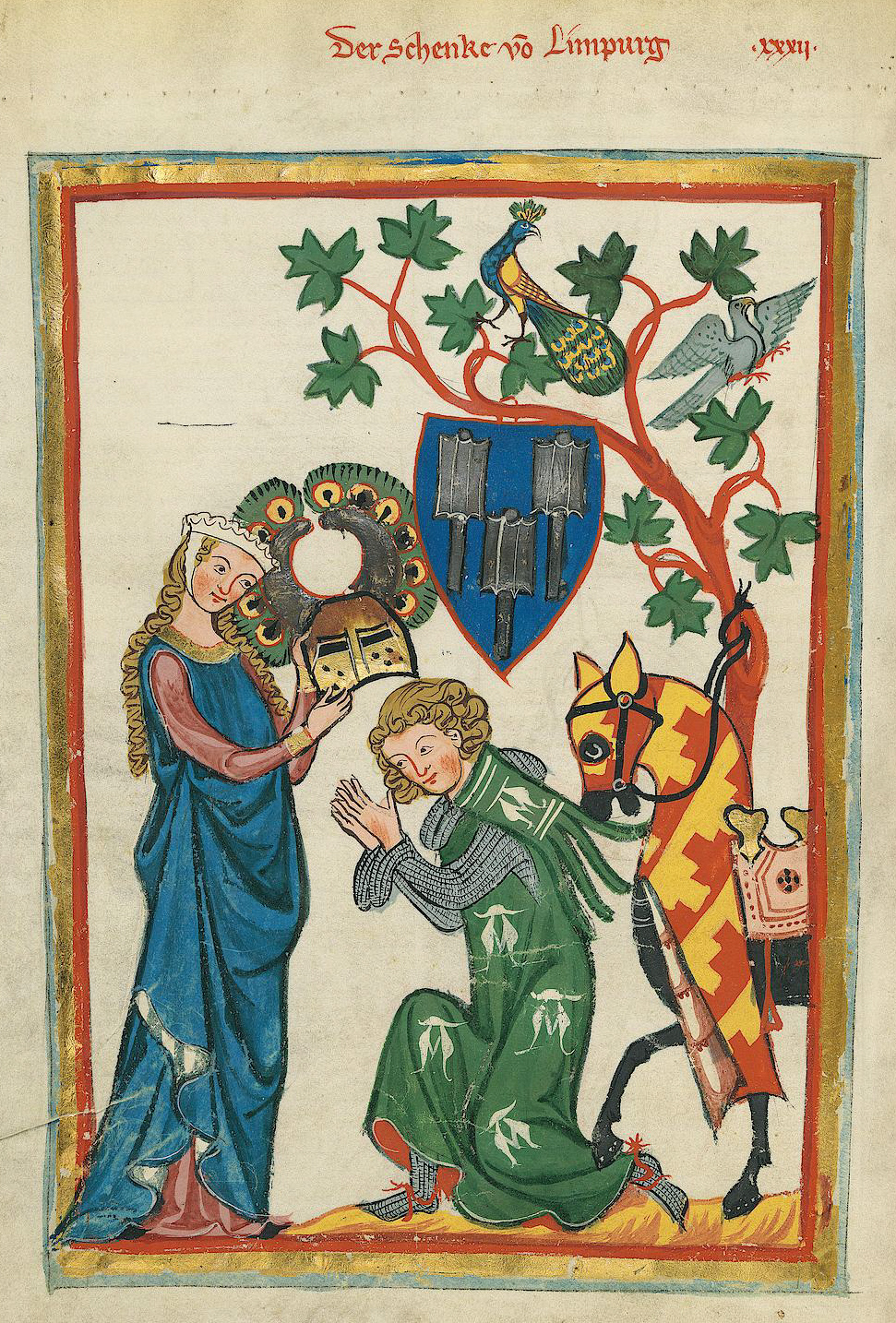
Folio 82v，申克·康拉德·馮·利馬普瑞格爵士（1249-1286）
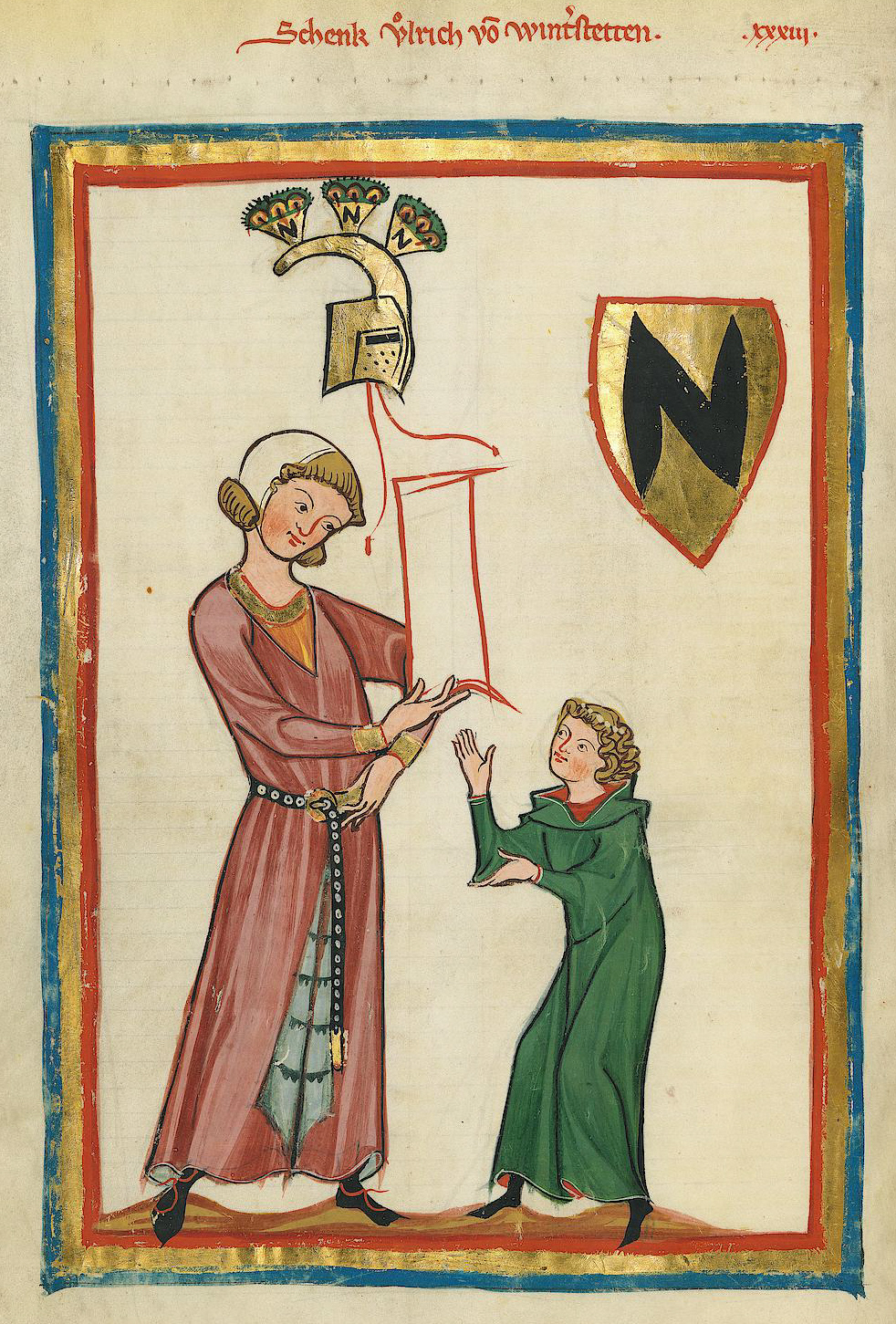
Folio 84v，烏爾里希·馮·溫特斯泰特爵士（1225-1241/80）
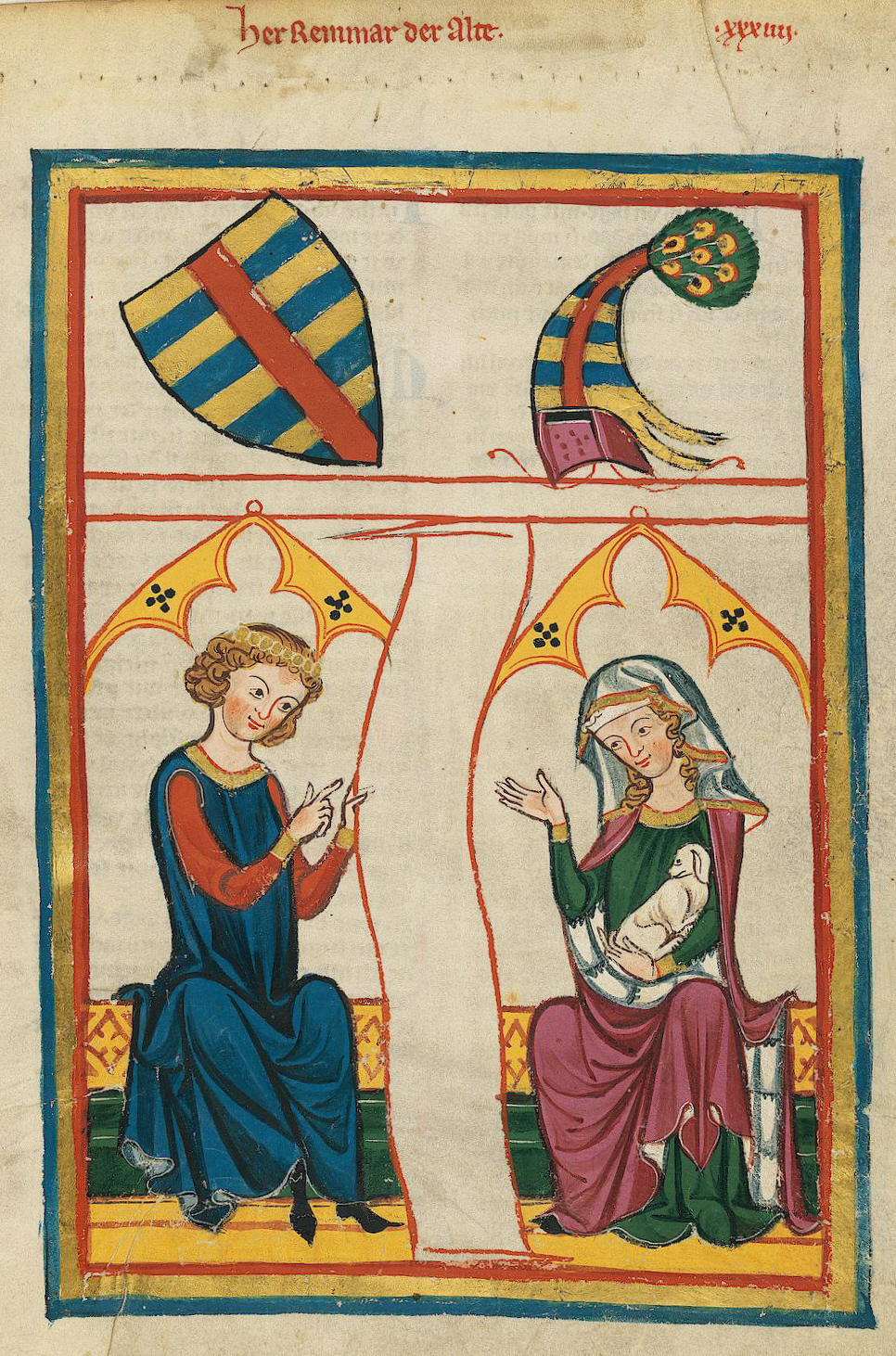
Folio 98r，老萊因爵士
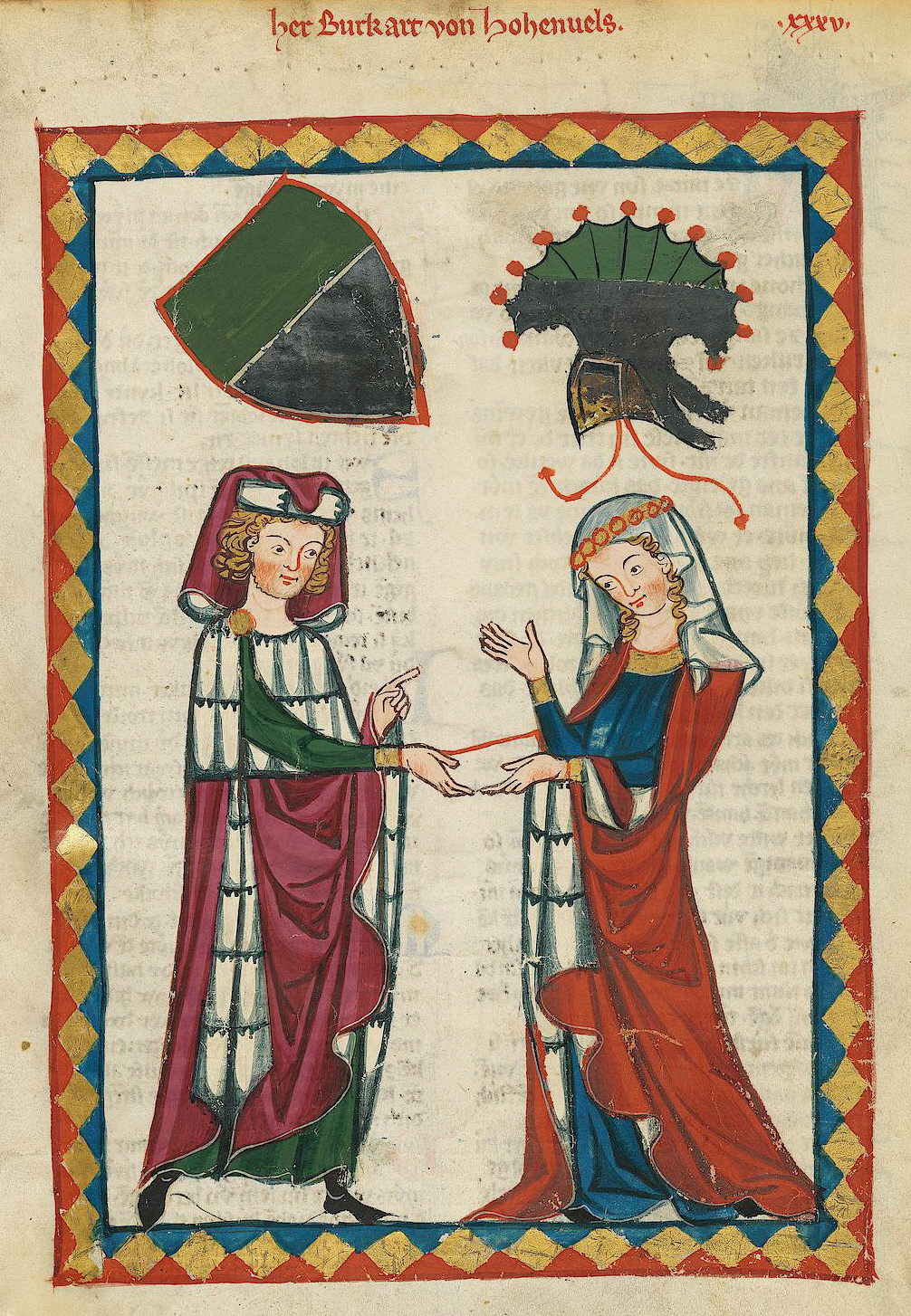
Folio 110r，霍恩費爾茨的伯克哈特
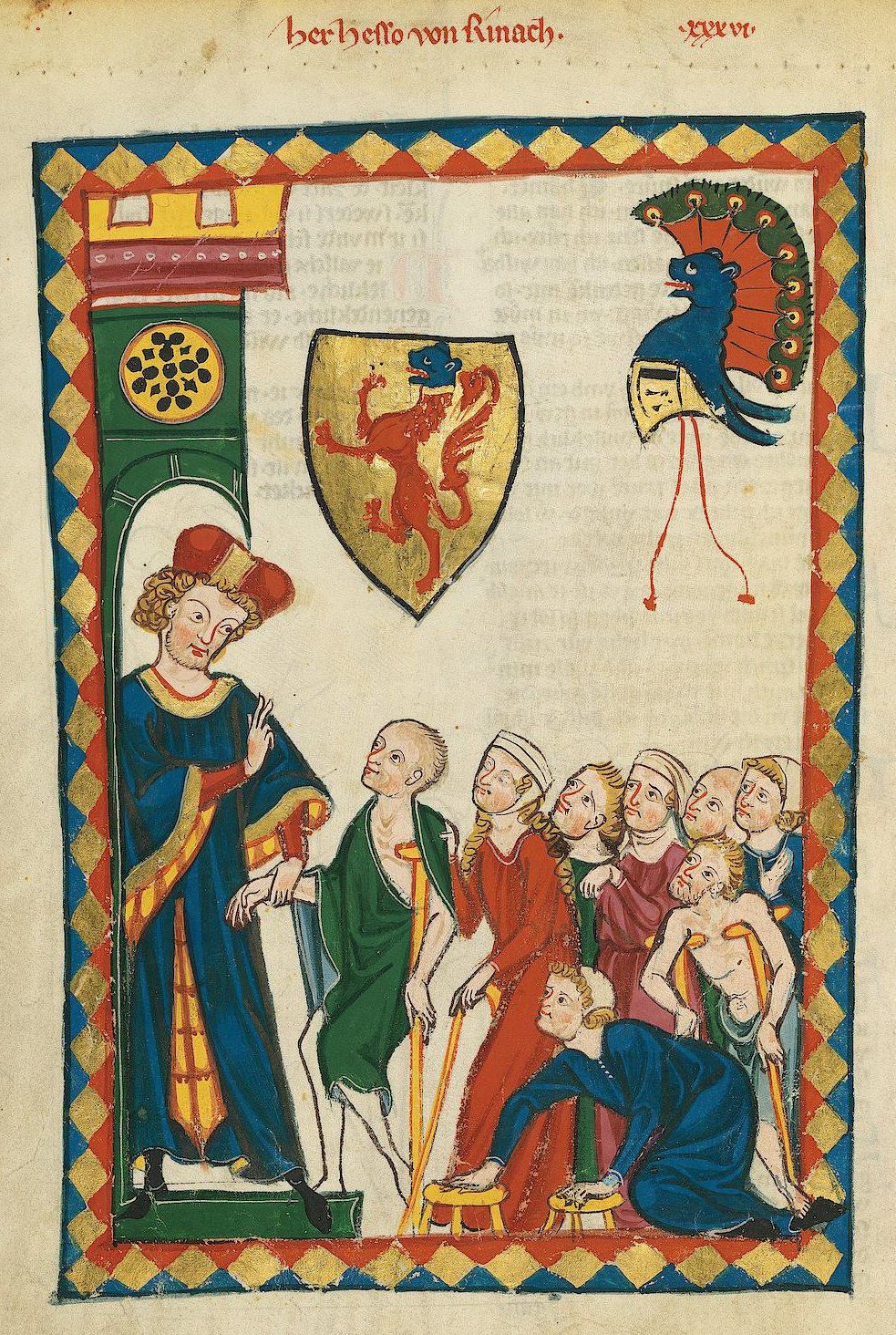
Folio 113v，萊納赫的赫索爵士
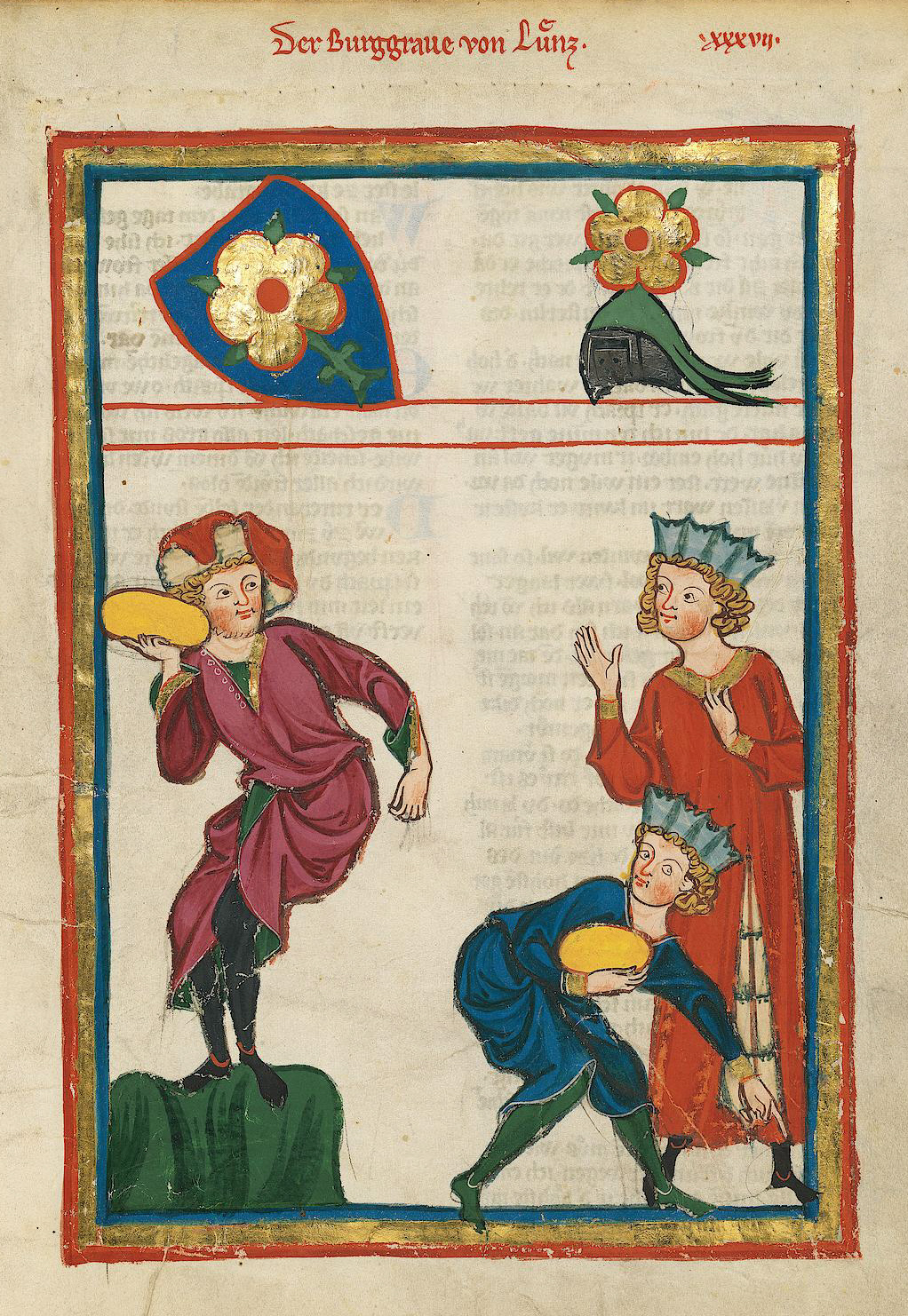
Folio 115r，利恩茨子爵
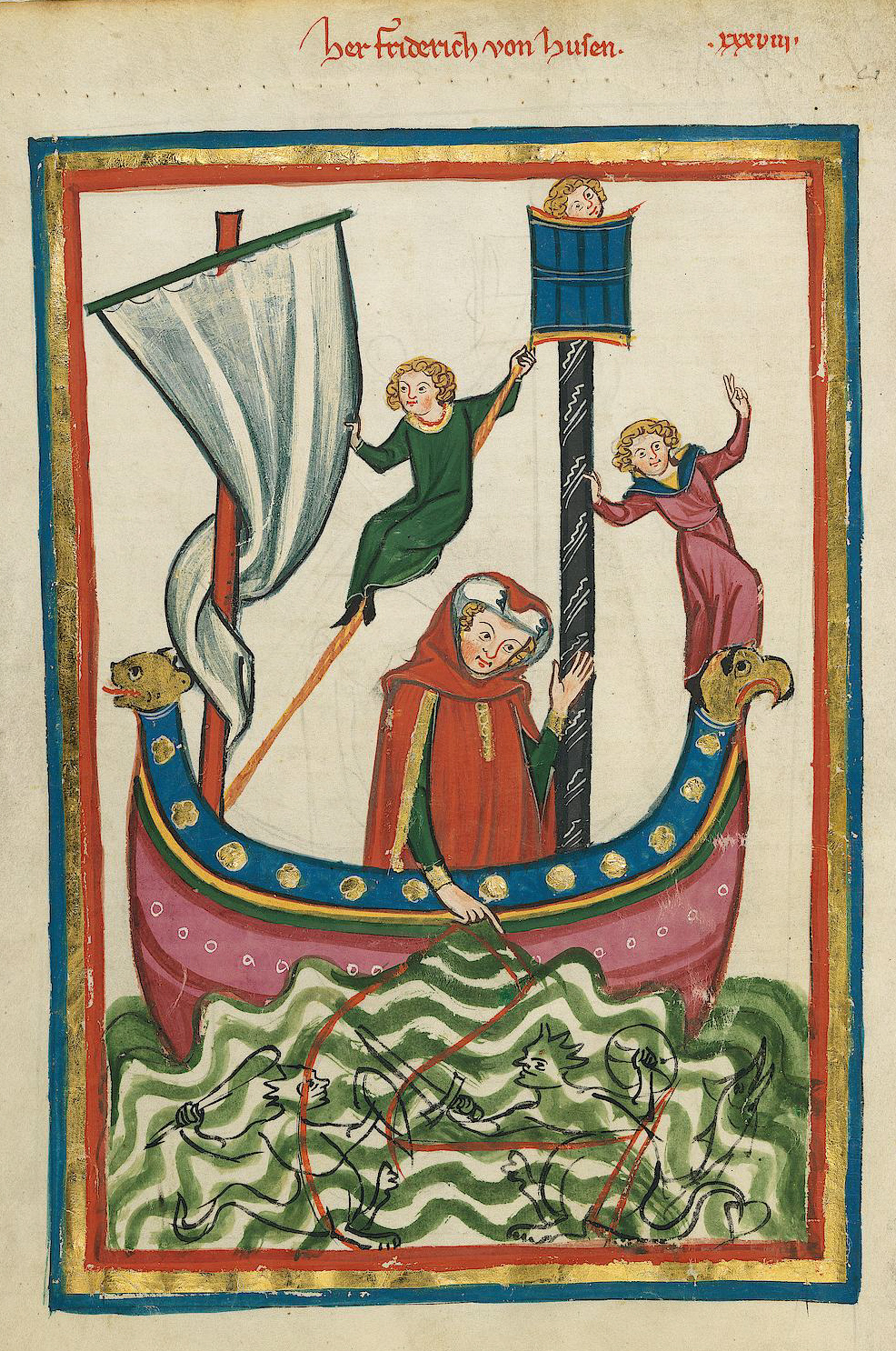
Folio 116v，豪森的弗里德里希
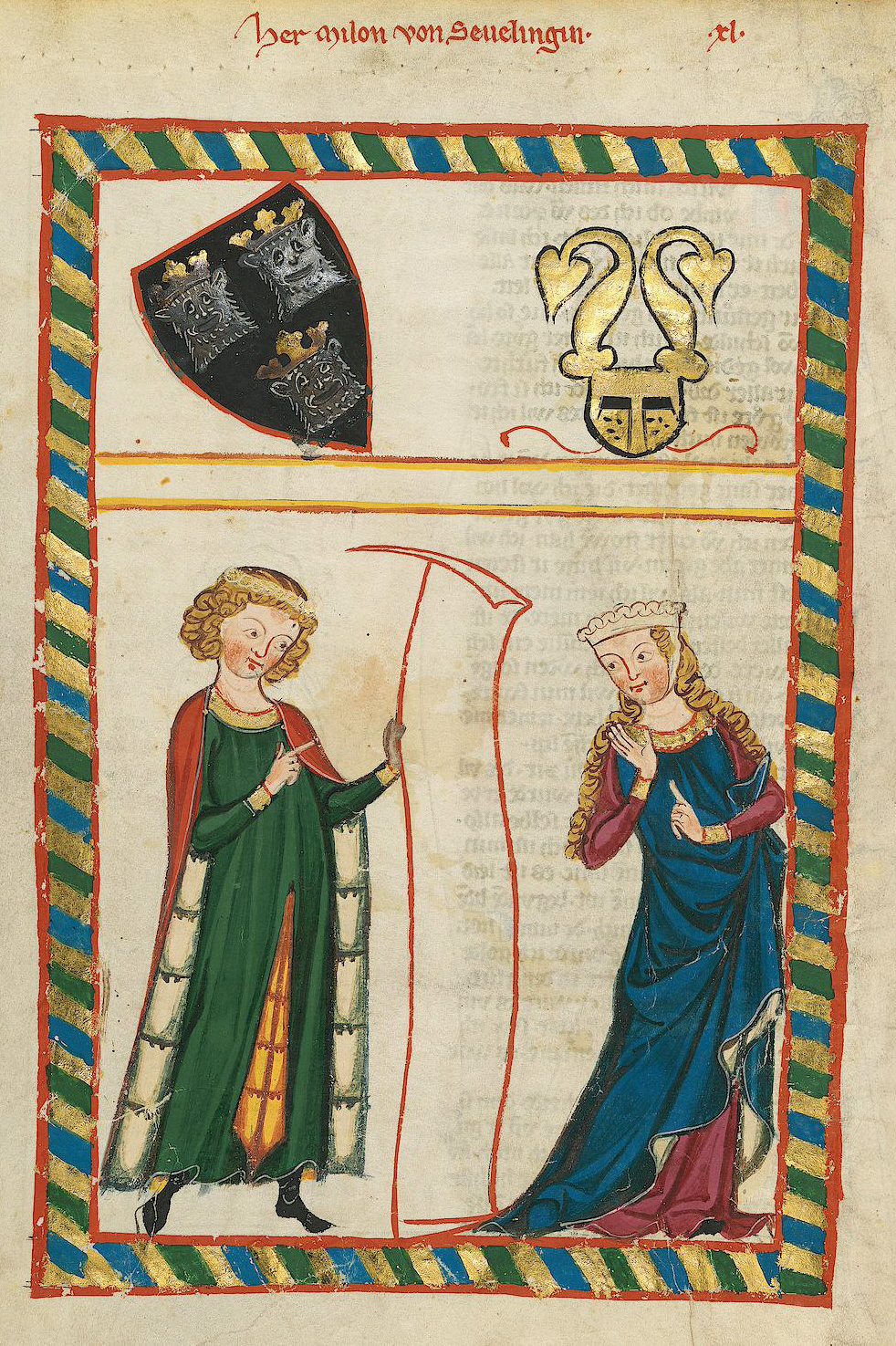
Folio 120v，瑟威林根的麥隆
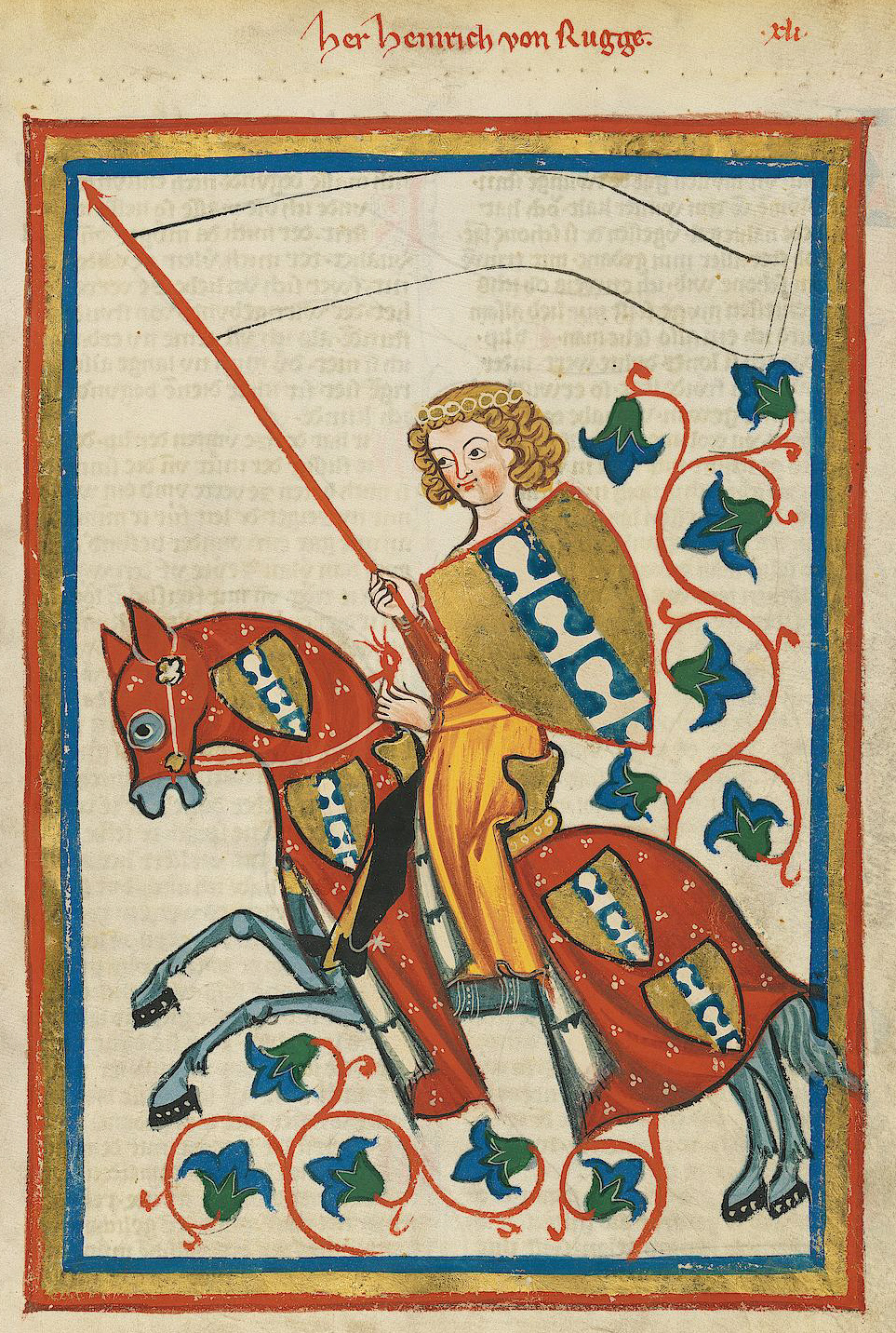
Folio 122r，拉格的海因里希
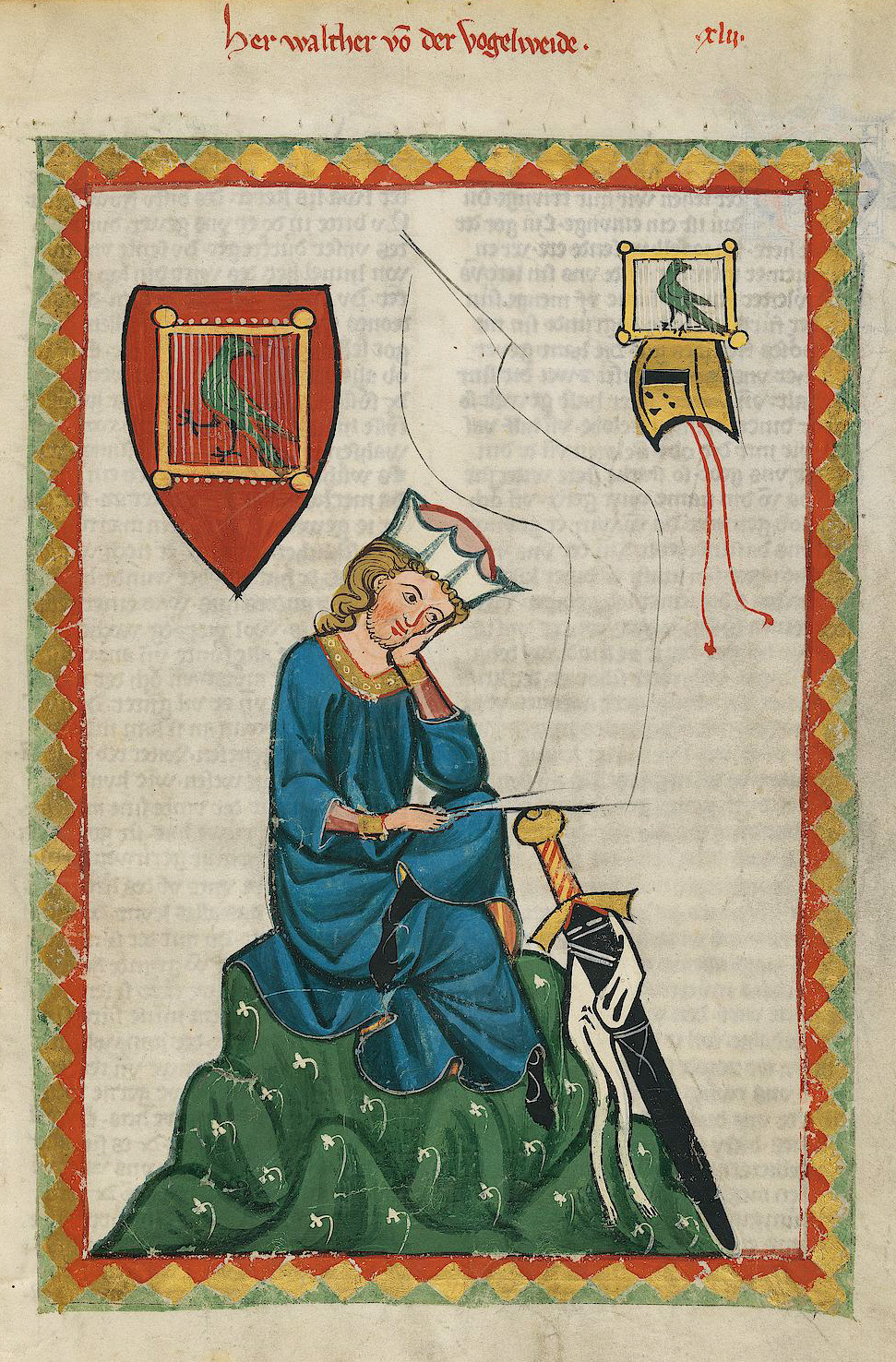
Folio 124r，福格爾魏德的瓦爾特
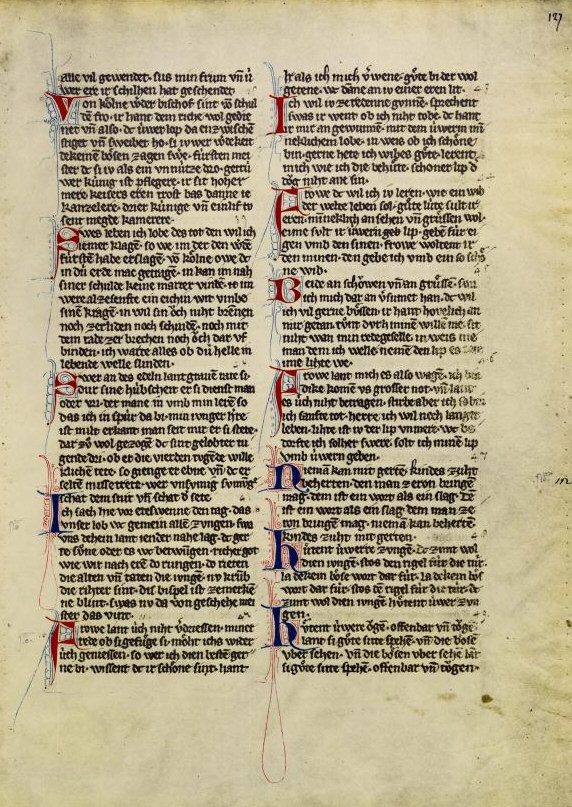
Folio 127r，福格爾魏德的瓦爾特的作品
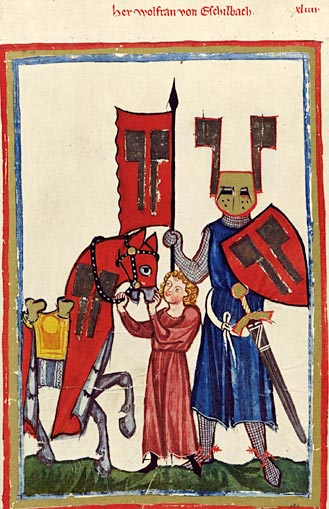
Folio 149v，艾申巴赫的沃爾弗拉姆
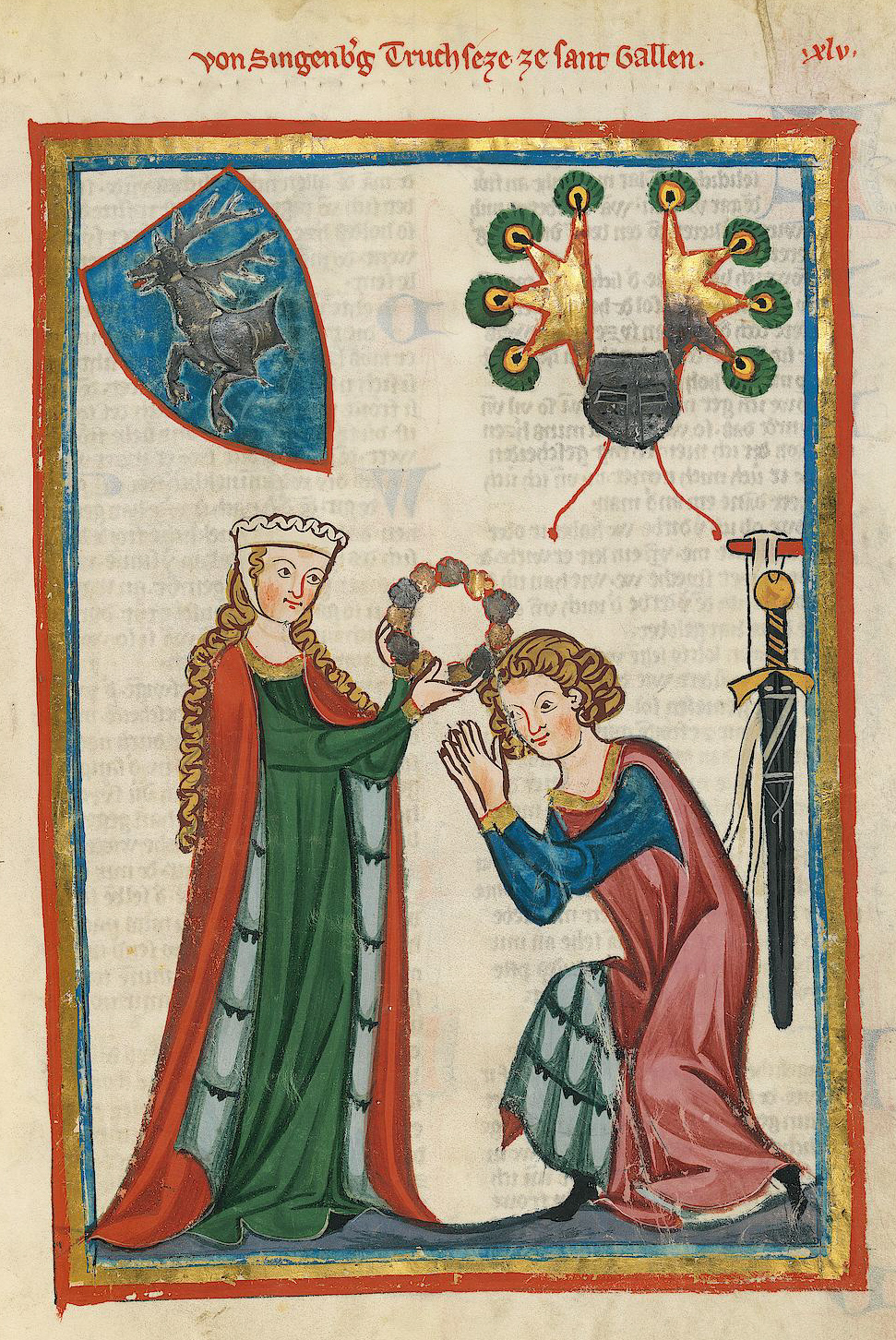
Folio 151r，辛根堡的烏爾里希
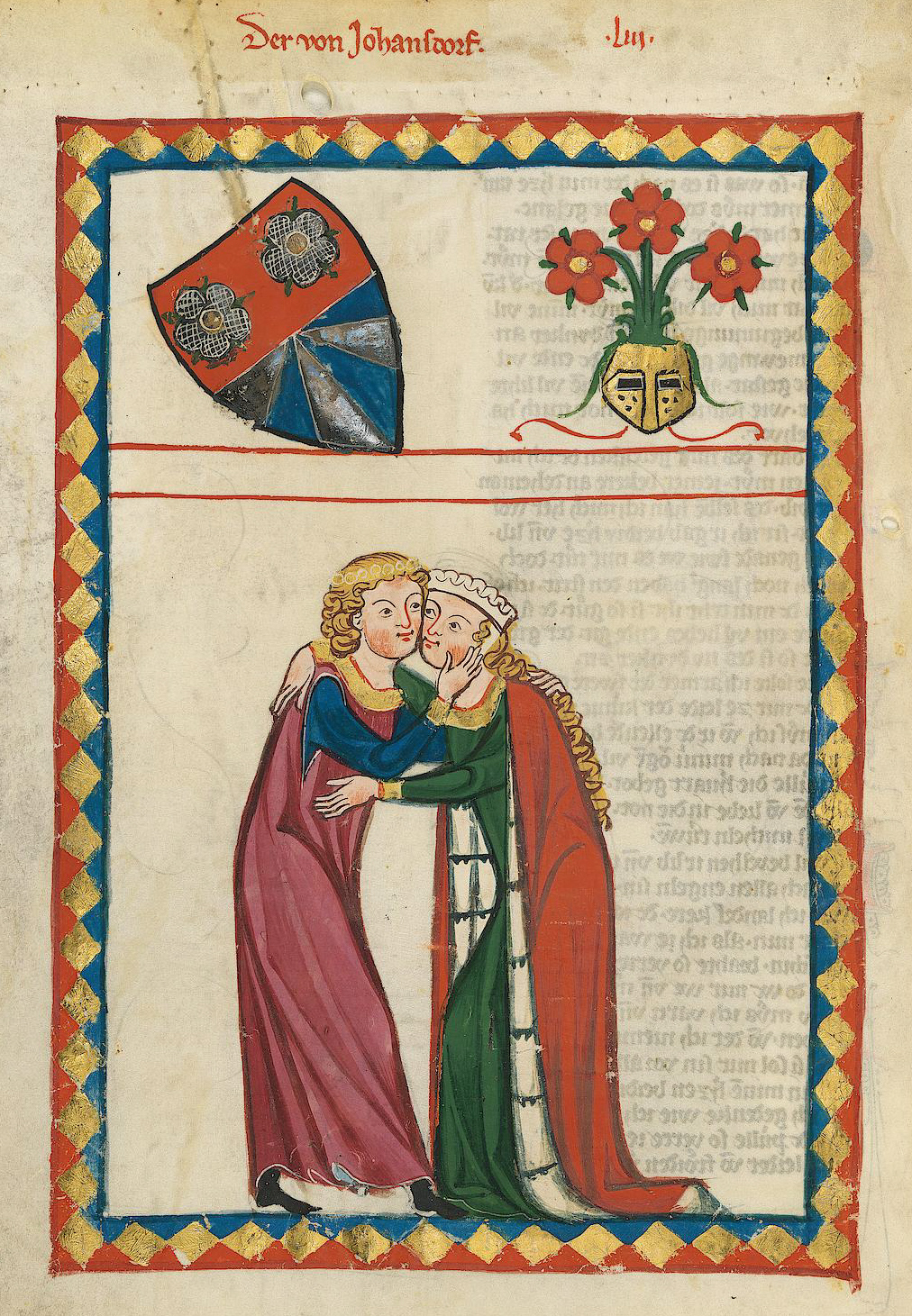
Folio 179v，約翰斯多福的阿爾布雷特
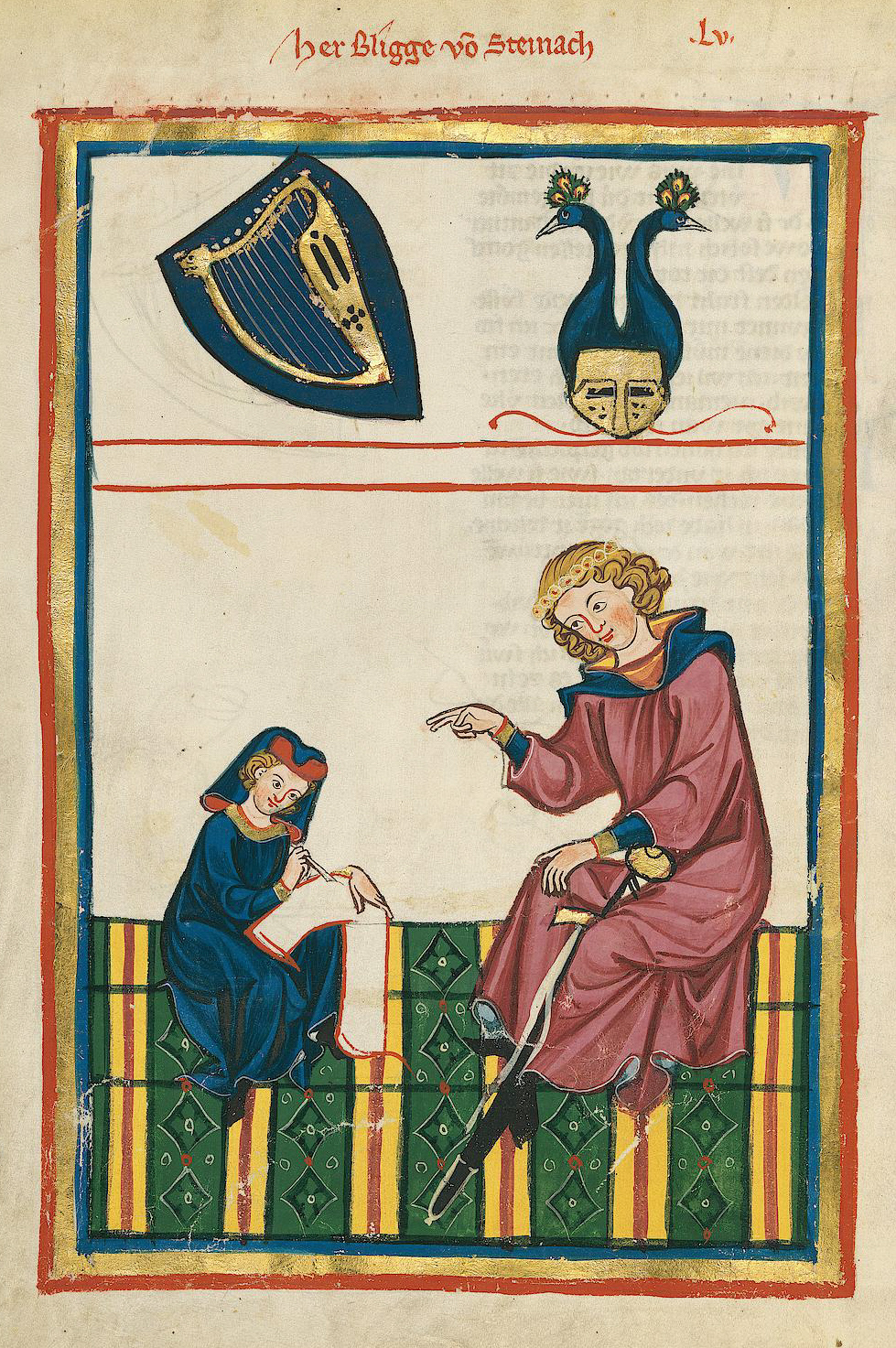
Folio 182v，斯坦納赫的畢力格
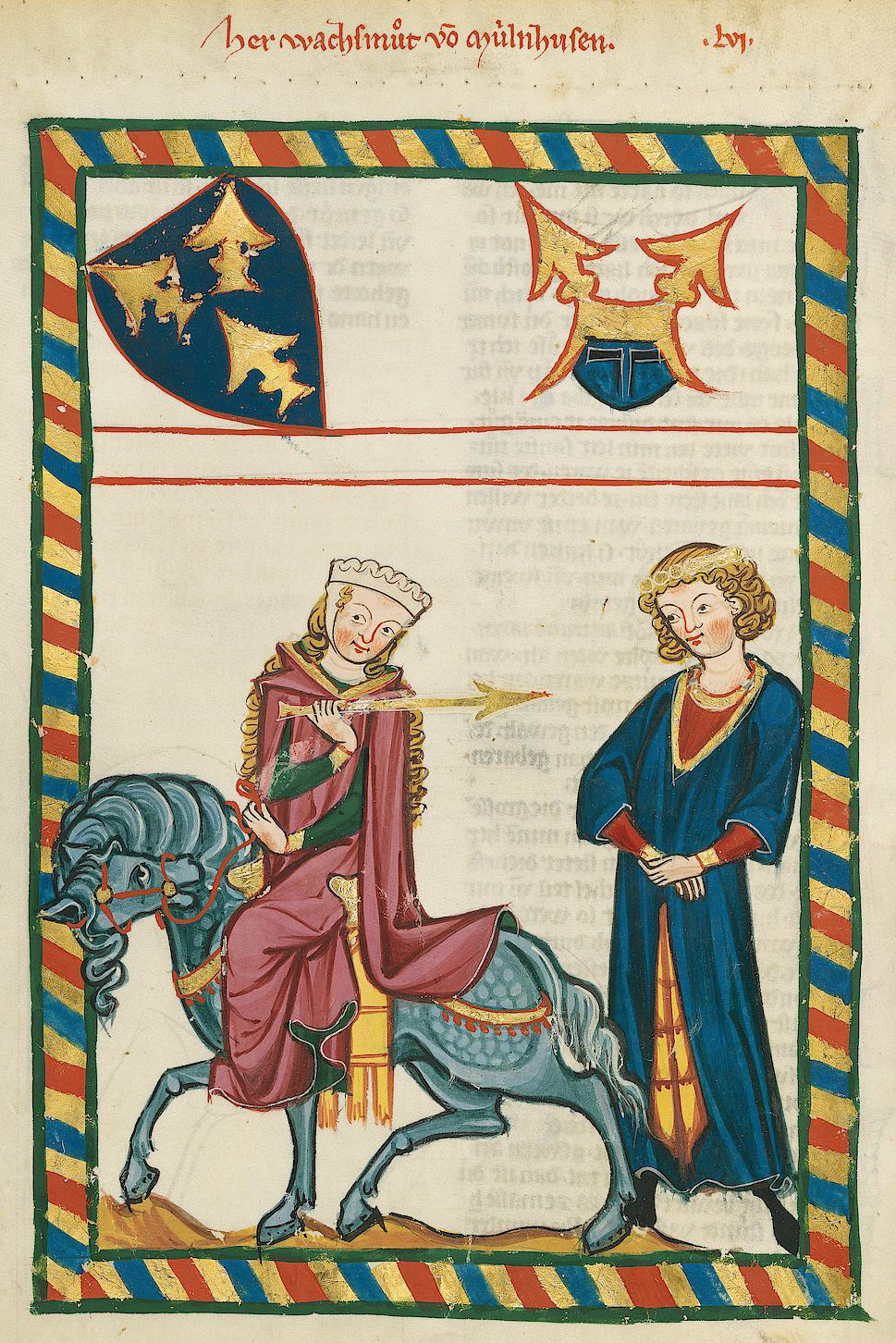
Folio 183v，瓦克斯穆特
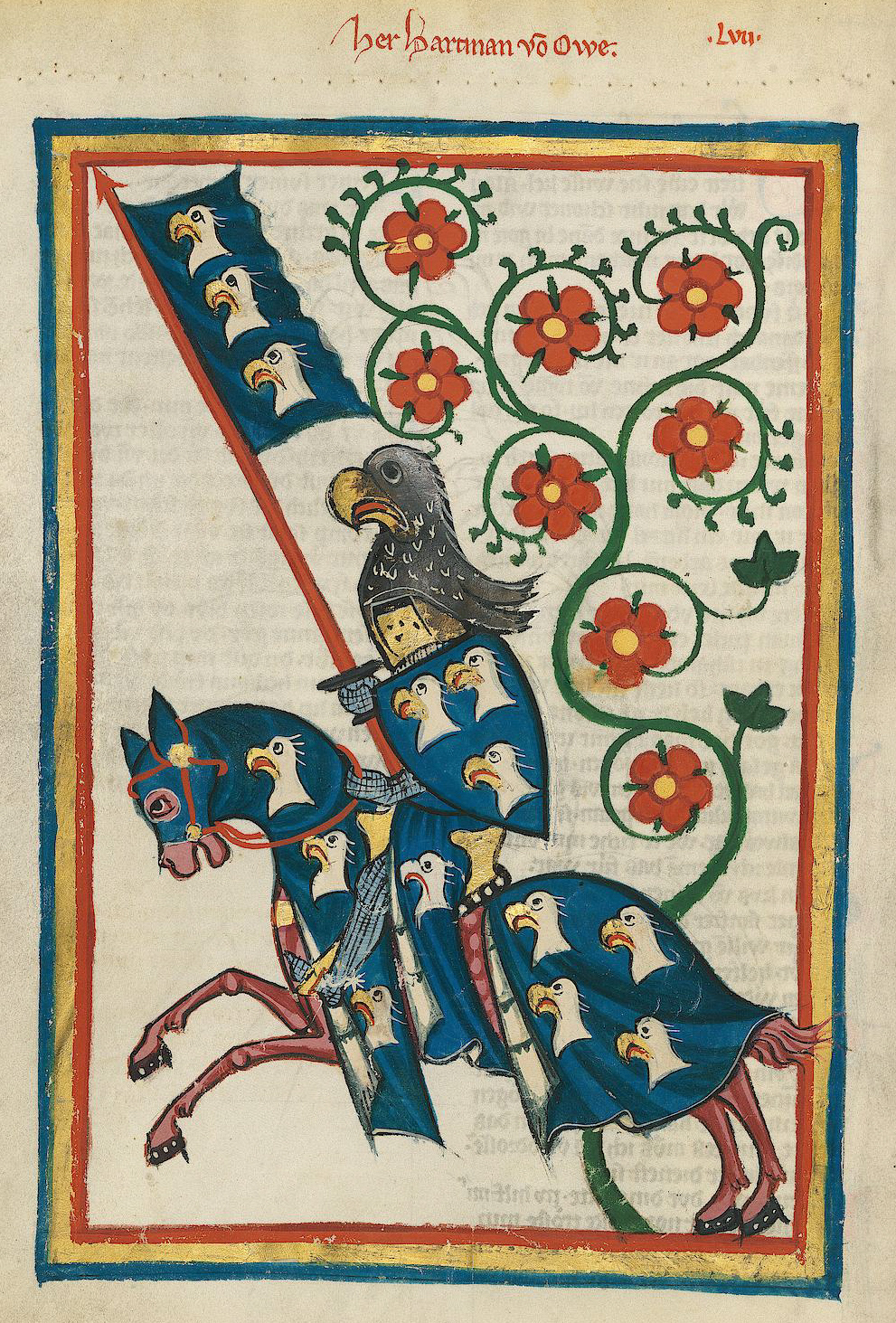
Folio 184v，奧埃的哈特曼爵士
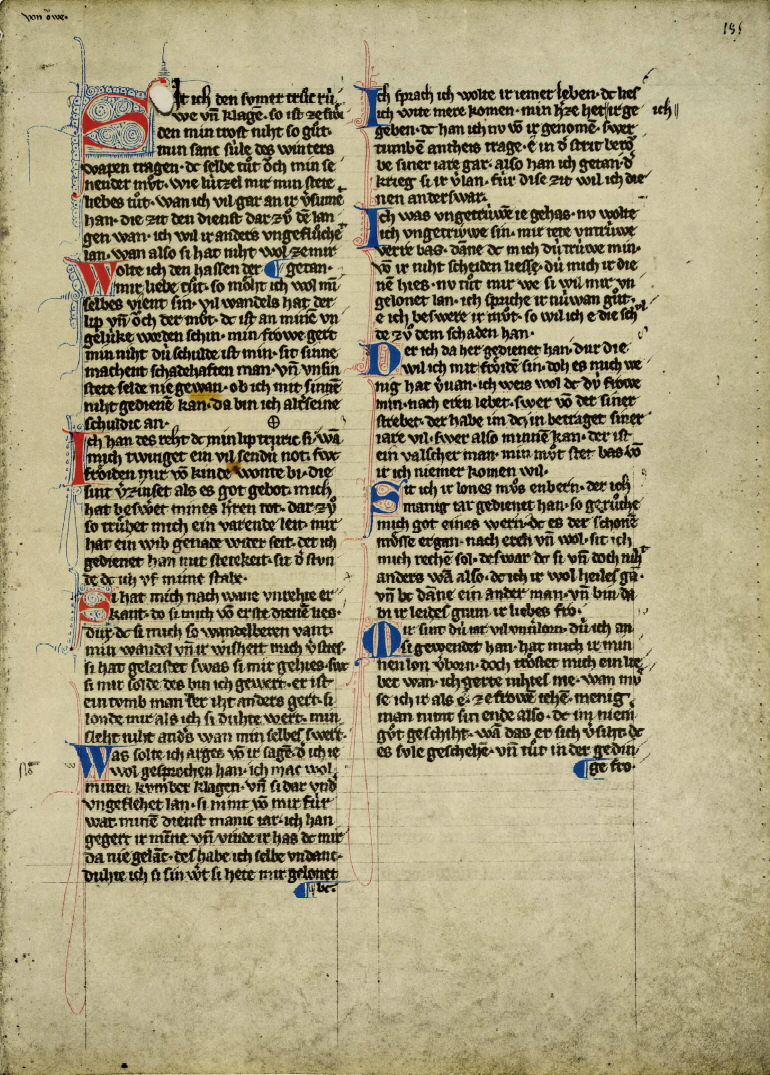
Folio 185r，哈特曼爵士的詩歌